# Nữ quyền

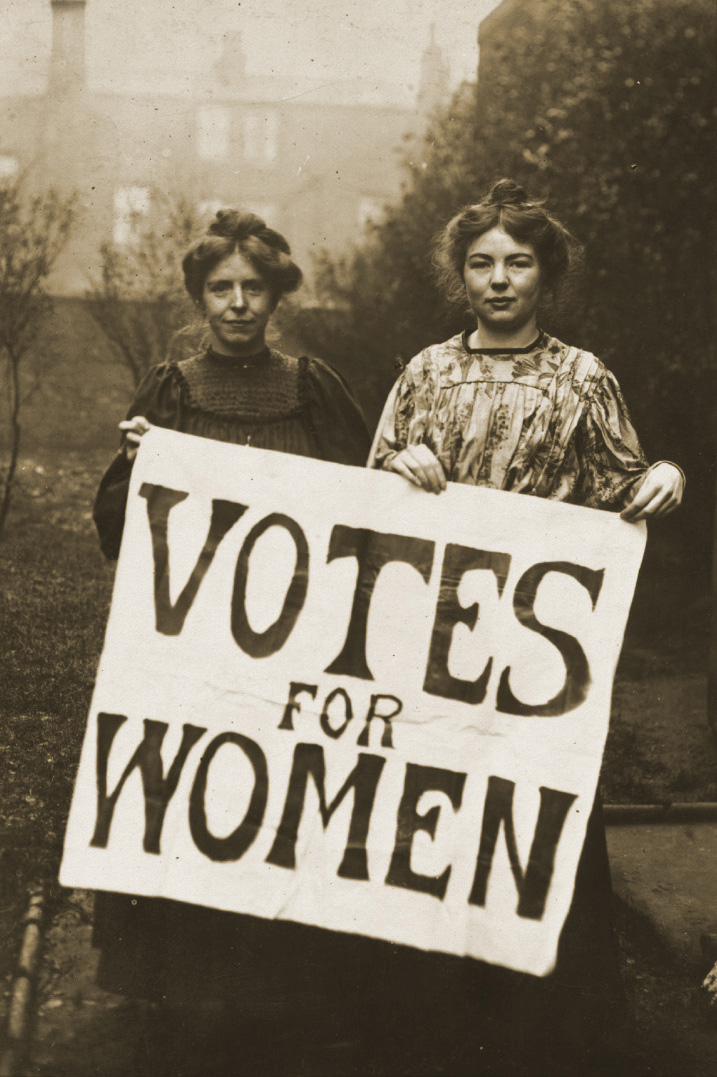
Annie Kenney và Christabel Pankhurst đang vận động cho quyền bầu cử của phụ nữ

Nữ quyền, tức quyền nữ giới hay quyền phụ nữ, là các quyền lợi bình đẳng giới được khẳng định là dành cho phụ nữ và trẻ em gái trong nhiều xã hội trên thế giới. Tại một số nơi, những quyền này được định chế hóa hoặc hỗ trợ bởi luật pháp, phong tục và tập quán địa phương, trong khi tại một số nơi khác, chúng bị phớt lờ hoặc hạn chế. Các quyền này khác biệt với các khái niệm rộng hơn về quyền con người thông qua các nhận định về thành kiến truyền thống và lịch sử cố hữu chống lại việc thực hiện quyền của phụ nữ và trẻ em gái trong khi thiên vị nam giới và trẻ em trai ("trọng nam khinh nữ").
Các vấn đề thường liên quan tới khái niệm về quyền nữ giới gồm các quyền: toàn vẹn và tự chủ thân thể, bỏ phiếu (bầu cử), nắm giữ chức vụ công, làm việc, nhận mức lương bình đẳng hoặc công bằng, nắm giữ tài sản riêng, được giáo dục, phục vụ trong quân ngũ, ký kết hợp đồng pháp lý, và các quyền trong hôn nhân.

## Lịch sử

### Cổ đại

#### Lưỡng Hà

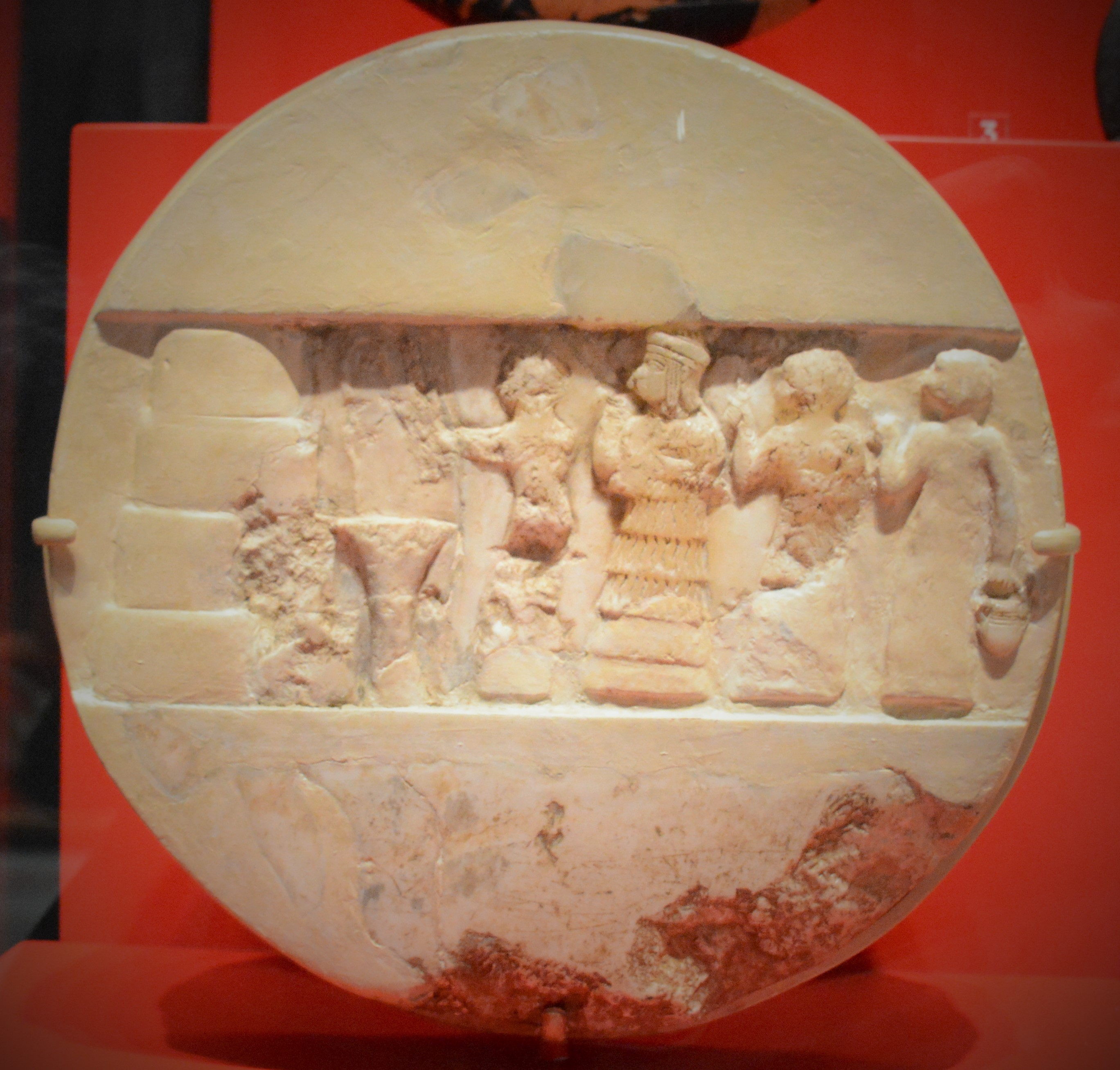
Bức chân dung phù điêu cổ của người Sumer mô tả nữ thi sĩ Enheduanna

Phụ nữ trong Sumer cổ đại có thể mua, sở hữu, bán và thừa kế tài sản. Họ có thể tham gia vào thương mại  và làm chứng trước tòa với tư cách là nhân chứng. Tuy nhiên, chồng của họ có thể ly dị họ vì những vi phạm nhẹ, và người chồng đã ly hôn có thể dễ dàng tái hôn với một người phụ nữ khác, miễn là người vợ đầu tiên của anh ta không sinh ra anh ta. Các vị thần nữ, chẳng hạn như Inanna, được tôn thờ rộng rãi. :182 Nữ thi sĩ người Akkadian Enheduanna, nữ tư tế của Inanna và con gái của Sargon, là nhà thơ được biết đến sớm nhất có tên đã được ghi lại. Các bộ luật cổ của Babylon cho phép người chồng ly hôn với vợ trong bất kỳ hoàn cảnh nào, :140 nhưng làm như vậy anh ta phải trả lại tất cả tài sản của cô ấy và đôi khi phải trả tiền phạt cho cô ấy. :140 Hầu hết các bộ luật đều cấm người phụ nữ yêu cầu chồng ly hôn và áp dụng các hình phạt tương tự đối với người phụ nữ yêu cầu ly hôn như đối với người phụ nữ bị bắt quả tang ngoại tình. :140 Tuy nhiên, một số luật của Babylon và Assyria dành cho phụ nữ quyền được ly hôn như nam giới, yêu cầu họ phải nộp phạt giống hệt nhau. :140 Phần lớn các vị thần Đông Semitic là nam giới. :179

#### Ai Cập

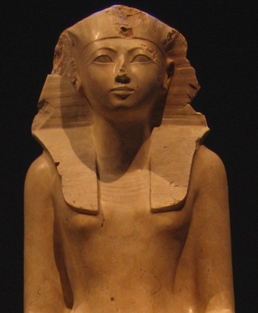
Tượng nữ pharaoh Hatshepsut được trưng bày tại Bảo tàng Nghệ thuật Metropolitan

Ở Ai Cập cổ đại, phụ nữ được hưởng các quyền theo luật pháp như đàn ông, tuy nhiên các quyền hợp pháp phụ thuộc vào tầng lớp xã hội. Tài sản đất đai thuộc dòng dõi phụ nữ từ mẹ sang con gái, và phụ nữ được quyền quản lý tài sản riêng của mình. Phụ nữ ở Ai Cập cổ đại có thể mua, bán, trở thành đối tác trong các hợp đồng pháp lý, là người thi hành di chúc và làm chứng cho các văn bản pháp lý, khởi kiện ra tòa và nhận con nuôi.

#### Ấn Độ
Phụ nữ trong thời kỳ đầu Vệ Đà  được hưởng địa vị bình đẳng với nam giới trong mọi khía cạnh của cuộc sống. Các tác phẩm của các nhà ngữ pháp Ấn Độ cổ đại như Patanjali và Katyayana cho rằng phụ nữ được giáo dục vào thời kỳ đầu của thời kỳ Vệ Đà. Những câu thơ cổ điển gợi ý rằng phụ nữ kết hôn ở độ tuổi trưởng thành và có thể được tự do lựa chọn chồng cho mình trong một thực hành gọi là swayamvar hoặc quan hệ chung sống được gọi là hôn nhân Gandharva.

#### Hy Lạp
Mặc dù hầu hết phụ nữ không có quyền bình đẳng và chính trị ở các thành phố của Hy Lạp cổ đại, họ được hưởng quyền tự do đi lại nhất định cho đến thời đại Cổ xưa. Cũng có ghi chép về việc phụ nữ ở Delphi, Gortyn, Thessaly, Megara, và Sparta sở hữu đất đai, hình thức sở hữu tư nhân danh giá nhất vào thời điểm đó. Tuy nhiên, sau thời đại Cổ xưa, các nhà lập pháp bắt đầu ban hành luật thực thi phân biệt giới tính, dẫn đến giảm bớt quyền phụ nữ.
Phụ nữ ở Athens Cổ đại không có tư cách pháp nhân và được cho là một phần của oikos do các kyrios nam đứng đầu. Cho đến khi kết hôn, phụ nữ phải chịu sự giám hộ của cha hoặc người thân nam khác. Sau khi kết hôn, người chồng trở thành kyrios của phụ nữ. Vì phụ nữ bị cấm tiến hành các thủ tục pháp lý, các kyrios sẽ thay mặt họ làm điều đó. Phụ nữ Athen chỉ có thể có được quyền đối với tài sản thông qua quà tặng, của hồi môn và thừa kế, mặc dù các kyrios của cô ấy có quyền định đoạt tài sản của phụ nữ. Phụ nữ Athen chỉ có thể tham gia vào một hợp đồng có giá trị thấp hơn giá trị của " medimnos of barley" (một đơn vị đo hạt), cho phép phụ nữ tham gia vào các hoạt động buôn bán lặt vặt. Phụ nữ bị loại trừ khỏi nền dân chủ Athen cổ đại, cả về nguyên tắc và thực tế. Nô lệ có thể trở thành công dân Athen sau khi được tự do, nhưng không một phụ nữ nào có được quyền công dân ở Athens cổ đại. Ở Athens cổ điển, phụ nữ cũng bị cấm trở thành nhà thơ, học giả, chính trị gia hoặc nghệ sĩ. Trong thời kỳ Hy Lạp hóa ở Athens, nhà triết học Aristotle nghĩ rằng phụ nữ sẽ mang đến sự rối loạn và xấu xa, do đó tốt nhất là giữ phụ nữ tách biệt với phần còn lại của xã hội. Sự tách biệt này đòi hỏi phải sống trong một căn phòng được gọi là phòng tập thể dục, trong khi trông nom các nhiệm vụ trong nhà và có rất ít tiếp xúc với thế giới nam giới. Điều này cũng nhằm đảm bảo rằng những người vợ chỉ có những đứa con hợp pháp từ chồng của họ. Phụ nữ Athen được giáo dục rất ít, ngoại trừ việc được dạy kèm tại nhà cho các kỹ năng cơ bản như quay sợi, dệt vải, nấu ăn và một số kiến thức về tiền bạc.
Mặc dù phụ nữ Spartan chính thức bị loại khỏi đời sống quân sự và chính trị, nhưng họ được hưởng địa vị đáng kể với tư cách là mẹ của các chiến binh Sparta. Khi nam giới tham gia hoạt động quân sự, phụ nữ chịu trách nhiệm điều hành các điền trang. Sau cuộc chiến kéo dài trong thế kỷ thứ 4 TCN phụ nữ Sparta sở hữu khoảng từ 35% đến 40% tất cả đất đai và tài sản của Sparta. Vào thời kỳ Hy Lạp hóa, một số người Sparta giàu có nhất là phụ nữ. Phụ nữ Spartan kiểm soát tài sản của chính họ, cũng như tài sản của những người thân nam đi lính. Trẻ em gái, cũng như trẻ em trai, được giáo dục. Nhưng mặc dù phụ nữ Sparta tự do đi lại tương đối nhiều hơn, vai trò của họ trong chính trị cũng giống như phụ nữ Athen.
Plato thừa nhận rằng việc mở rộng các quyền dân sự và chính trị cho phụ nữ sẽ làm thay đổi cơ bản bản chất của hộ gia đình và nhà nước. Aristotle, người đã được Plato dạy, đã phủ nhận việc phụ nữ là nô lệ hoặc là đối tượng của tài sản, cho rằng "thiên nhiên đã phân biệt giữa phụ nữ và nô lệ", nhưng ông coi những người vợ là "mua". Ông cho rằng hoạt động kinh tế chính của phụ nữ là hoạt động bảo vệ tài sản gia đình do nam giới tạo ra. Theo Aristotle, lao động của phụ nữ không có giá trị gì thêm bởi vì "nghệ thuật quản lý gia đình không đồng nhất với nghệ thuật làm giàu, vì người này sử dụng nguyên liệu mà người kia cung cấp". Trái ngược với những quan điểm này, các nhà triết học Khắc kỷ lập luận về sự bình đẳng giữa các giới, bất bình đẳng giới tính theo quan điểm của họ là trái với quy luật tự nhiên. Khi làm như vậy, họ tuân theo những người theo chủ nghĩa hoài nghi, những người lập luận rằng đàn ông và phụ nữ nên mặc quần áo giống nhau và nhận được sự giáo dục như nhau. Họ cũng coi hôn nhân như một sự đồng hành đạo đức giữa bình đẳng hơn là một nhu cầu sinh học hoặc xã hội và thực hành những quan điểm này trong cuộc sống cũng như những lời dạy của họ. Những người theo chủ nghĩa Khắc kỷ đã áp dụng quan điểm của những người theo chủ nghĩa hoài nghi và thêm chúng vào các lý thuyết của riêng họ về bản chất con người, do đó đặt chủ nghĩa quân bình về tình dục của họ trên cơ sở triết học mạnh mẽ.

#### La Mã

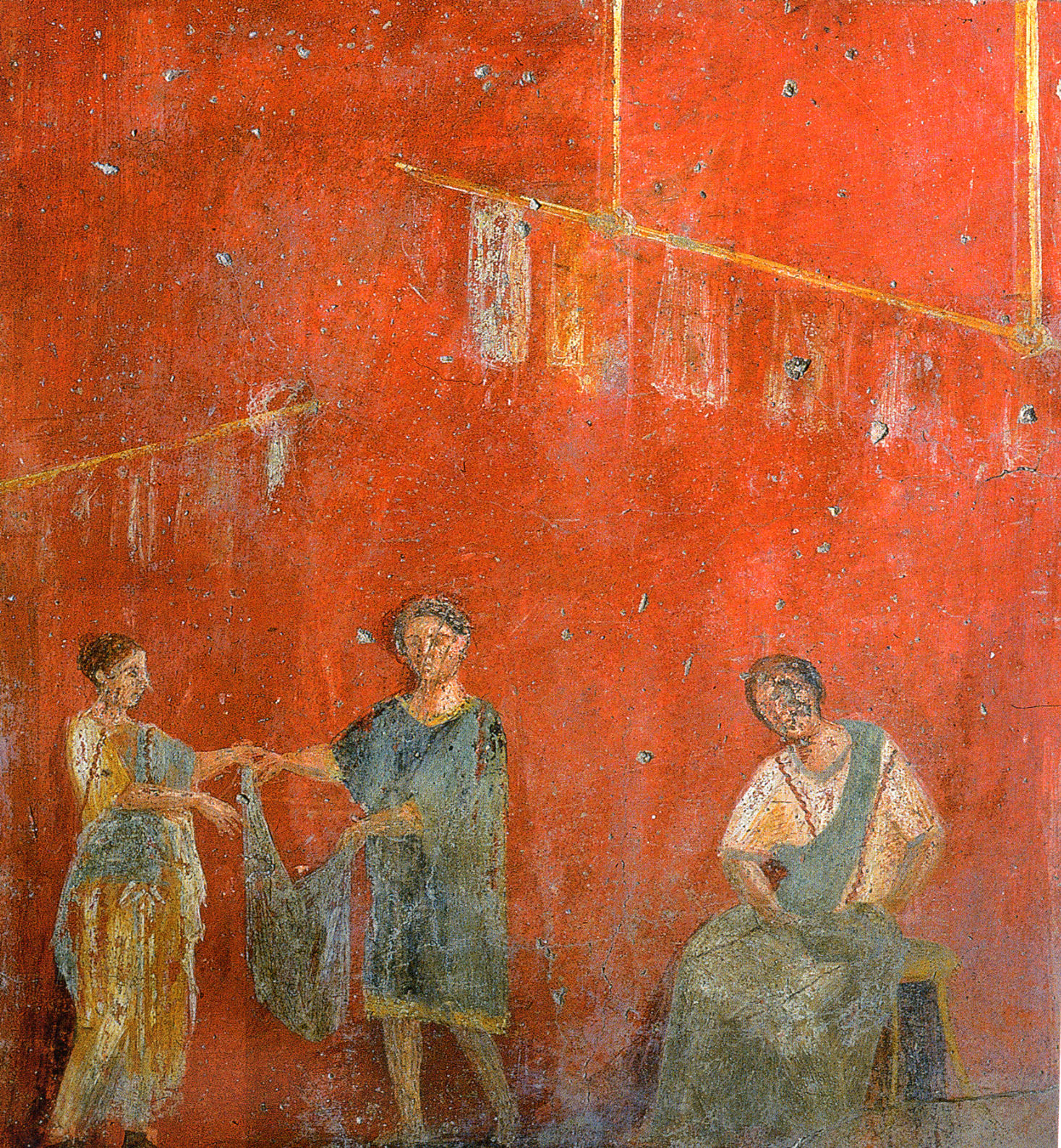
Những người phụ nữ làm việc cùng một người đàn ông tại một cửa hàng nhuộm (fullonica), trên bức tranh treo tường từ Pompeii

Luật La Mã, tương tự như luật Athen, được tạo ra bởi những người đàn ông có lợi cho nam giới. Phụ nữ không có tiếng nói trước công chúng và không có vai trò trước công chúng, điều này chỉ được cải thiện sau thế kỷ 1 đến thế kỷ 6 trước Công nguyên. Phụ nữ sinh tự do của La Mã cổ đại là những công dân được hưởng những đặc quyền và sự bảo vệ hợp pháp không áp dụng cho những người không phải là công dân hoặc nô lệ. Tuy nhiên, xã hội La Mã theo chế độ phụ hệ, và phụ nữ không được bầu cử, giữ chức vụ công hay phục vụ trong quân đội. Phụ nữ thuộc tầng lớp trên thực hiện ảnh hưởng chính trị thông qua hôn nhân và làm mẹ. Trong thời Cộng hòa La Mã, mẹ của anh em nhà Gracchus và của Julius Caesar được ghi nhận là những người phụ nữ mẫu mực đã nâng cao sự nghiệp của các con trai họ. Trong thời kỳ Đế quốc, phụ nữ trong gia đình hoàng đế có thể có được quyền lực chính trị đáng kể và thường xuyên được miêu tả trong nghệ thuật chính thức và trên tiền đúc.
Cốt lõi trung tâm của xã hội La Mã là các gia đình phụ hệ hoặc chủ gia đình là nam giới, người thực thi quyền lực của mình đối với tất cả con cái, người hầu và vợ của mình. Con gái có quyền thừa kế như nhau với con trai nếu cha mất mà không để lại di chúc. Tương tự như phụ nữ Athen, phụ nữ La Mã có một người giám hộ hay người ta gọi là "gia sư", người quản lý và giám sát mọi hoạt động của cô ấy. Công việc gia sư này có giới hạn hoạt động của phụ nữ nhưng vào thế kỷ thứ nhất đến thế kỷ thứ sáu trước Công nguyên, nghề gia sư trở nên rất thoải mái và phụ nữ được chấp nhận tham gia vào các vai trò công cộng hơn như sở hữu hoặc quản lý tài sản và hoặc đóng vai trò là người bảo trợ thành phố cho các trò chơi đấu sĩ và các hoạt động giải trí khác  Sinh đẻ được nhà nước khuyến khích. Đến ngày 27–14 TCN, ius tritium liberorum ("quyền hợp pháp của ba đứa con") đã trao những danh hiệu tượng trưng và đặc quyền hợp pháp cho một phụ nữ đã sinh ba đứa con và giải phóng cô ấy khỏi sự giám hộ của nam giới.
Vào thời kỳ đầu tiên của Cộng hòa La Mã, một cô dâu đã chuyển từ quyền kiểm soát của cha mình vào "tay" (manus) của chồng. Sau đó, cô trở thành đối tượng để potestas của chồng, mặc dù ở một mức độ thấp hơn so với con cái của họ. Đây là hình thức cổ xưa của hôn nhân Manus đã được phần lớn bị bỏ rơi bởi thời điểm Julius Caesar, khi một người phụ nữ vẫn thuộc thẩm quyền của cha cô của pháp luật ngay cả khi cô di chuyển vào nhà chồng. Sự sắp xếp này là một trong những yếu tố khiến phụ nữ La Mã được hưởng sự độc lập. Mặc dù phụ nữ phải trả lời cha mình trong các vấn đề pháp lý, nhưng họ không bị ông giám sát trực tiếp trong cuộc sống hàng ngày của cô, và chồng cô không có quyền lực hợp pháp đối với cô. Khi cha cô qua đời, cô được giải phóng hợp pháp (sui iuris). Một người phụ nữ đã kết hôn giữ quyền sở hữu bất kỳ tài sản nào mà cô ấy mang theo trong cuộc hôn nhân. Con gái có quyền thừa kế như nhau với con trai nếu cha mất mà không để lại di chúc. Theo luật La Mã cổ điển, người chồng không có quyền lạm dụng thể xác hoặc ép buộc cô ấy quan hệ tình dục. Việc chồng đánh vợ là đủ căn cứ để ly hôn hoặc khởi kiện chồng.
Do tư cách công dân hợp pháp và mức độ họ có thể được giải phóng, phụ nữ ở La Mã cổ đại có thể sở hữu tài sản, ký hợp đồng và tham gia kinh doanh. Một số được mua lại và xử lý của những tài sản lớn, và được ghi lại trong bia ký với tư cách là những nhà hảo tâm tài trợ cho các công trình công cộng lớn. Phụ nữ La Mã có thể hầu tòa và tranh luận các vụ án, mặc dù theo phong tục, họ được một người đàn ông đại diện. Họ đồng thời bị chê bai là quá thiếu hiểu biết và yếu kém trong việc hành nghề luật, cũng như quá năng động và có ảnh hưởng trong các vấn đề pháp lý - dẫn đến một sắc lệnh hạn chế phụ nữ tiến hành các vụ án thay cho họ thay vì người khác. Nhưng ngay cả sau khi hạn chế này được đưa ra, vẫn có rất nhiều ví dụ về việc phụ nữ thực hiện các hành động sáng suốt trong các vấn đề pháp lý, bao gồm việc đưa ra chiến lược pháp lý cho những người ủng hộ nam giới của họ.
Luật La Mã công nhận hiếp dâm là một tội mà nạn nhân không có tội  và là một tội ác. Vụ cưỡng hiếp một phụ nữ được coi là một cuộc tấn công vào danh dự của gia đình và cha cô ấy, và những nạn nhân bị hãm hiếp bị xấu hổ vì đã để cho danh dự của cha cô ấy bị bôi xấu. Theo quy định của pháp luật, hiếp dâm chỉ có thể được thực hiện đối với một công dân có tư cách tốt. Việc cưỡng hiếp một nô lệ chỉ có thể bị truy tố vì gây thiệt hại cho tài sản của chủ nhân.

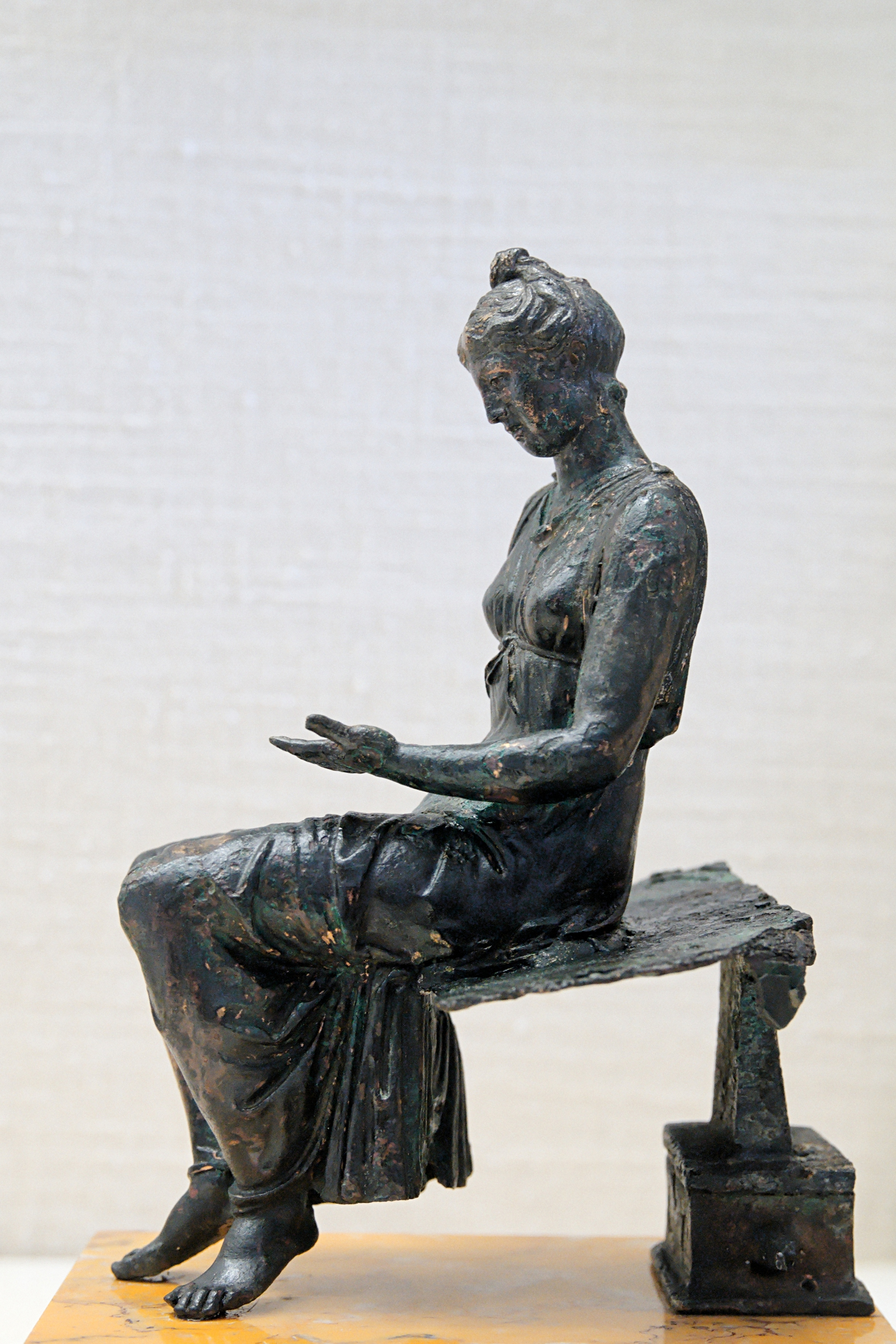
Tượng một phụ nữ trẻ đang đọc sách, bằng đồng (sau thế kỷ thứ nhất)

Vị hoàng đế La Mã đầu tiên, Augustus, coi việc lên nắm quyền duy nhất của mình như một sự trở lại với đạo đức truyền thống, và cố gắng điều chỉnh hành vi của phụ nữ thông qua luật pháp đạo đức. Ngoại tình, vốn là vấn đề riêng tư của gia đình dưới thời Cộng hòa, đã bị hình sự hóa, và được định nghĩa rộng rãi là hành vi quan hệ tình dục bất hợp pháp (stuprum) xảy ra giữa một công dân nam và một phụ nữ đã kết hôn, hoặc giữa một phụ nữ đã kết hôn và bất kỳ người đàn ông nào khác hơn chồng. Vì vậy, một người phụ nữ đã kết hôn chỉ được quan hệ tình dục với chồng mình, nhưng một người đàn ông đã kết hôn không được ngoại tình khi anh ta quan hệ với gái điếm, nô lệ, hoặc người có thân phận thấp kém (ô nhục). Hầu hết gái mại dâm ở La Mã cổ đại đều là nô lệ, mặc dù một số nô lệ được bảo vệ khỏi nạn mại dâm cưỡng bức bằng một điều khoản trong hợp đồng mua bán của họ. Một phụ nữ tự do làm gái mại dâm hoặc nghệ sĩ giải trí đã đánh mất vị thế xã hội và trở thành kẻ ô nhục, "đáng khinh"; bằng cách công khai cơ thể của mình, trên thực tế, cô ấy đã từ bỏ quyền được bảo vệ khỏi lạm dụng tình dục hoặc bạo lực thể chất.
Các triết học khắc kỷ đã ảnh hưởng đến sự phát triển của luật La Mã. Các nhà khắc kỷ của thời kỳ Đế quốc như Seneca và Musonius Rufus đã phát triển các lý thuyết về mối quan hệ công bằng. Mặc dù không ủng hộ sự bình đẳng trong xã hội hoặc theo luật pháp, nhưng họ cho rằng thiên nhiên ban cho nam giới và phụ nữ có năng lực đạo đức ngang nhau và nghĩa vụ bình đẳng để hành động có đạo đức, và do đó nam giới và phụ nữ có nhu cầu bình đẳng về giáo dục triết học. Những xu hướng triết học này trong giới tinh hoa cầm quyền được cho là đã giúp cải thiện địa vị của phụ nữ dưới thời Đế quốc. Rome không có hệ thống giáo dục do nhà nước hỗ trợ, và giáo dục chỉ dành cho những người có khả năng chi trả. Con gái của các thượng nghị sĩ và hiệp sĩ dường như thường xuyên được học tiểu học (từ 7 đến 12 tuổi). Không phân biệt giới tính, rất ít người được giáo dục vượt mức đó. Những cô gái có xuất thân khiêm tốn có thể được đi học để giúp đỡ công việc kinh doanh của gia đình hoặc để có được các kỹ năng đọc viết giúp họ có thể làm việc như một người ghi chép và thư ký. Người phụ nữ đạt được sự nổi tiếng lớn nhất trong thế giới cổ đại về học tập của mình là Hypatia of Alexandria, người đã dạy các khóa học nâng cao cho những người đàn ông trẻ tuổi và cố vấn cho thống đốc La Mã của Ai Cập về chính trị. Ảnh hưởng của cô khiến cô xung đột với giám mục của Alexandria, Cyril, người có thể liên quan đến cái chết bạo lực của cô vào năm 415 dưới tay của một đám đông Cơ đốc giáo.

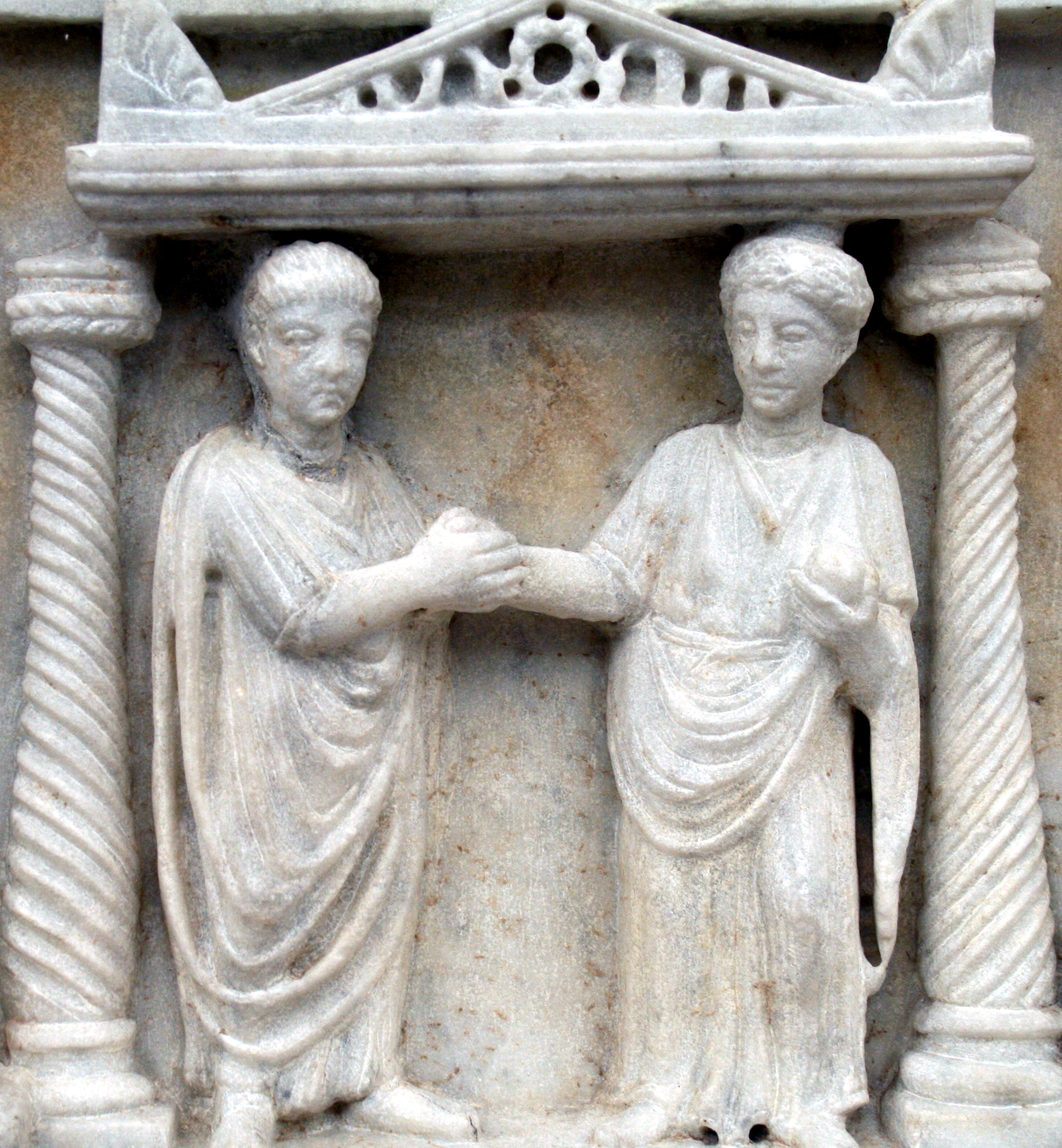
Cặp đôi nắm tay nhau trong hôn nhân, được người La Mã lý tưởng hóa như là khối xây dựng xã hội và là mối quan hệ đối tác của những người bạn đồng hành cùng nhau sinh ra và nuôi dạy con cái, quán xuyến công việc hàng ngày, sống gương mẫu và tận hưởng tình cảm

#### Đế chế Byzantine
Vì luật Byzantine về cơ bản dựa trên luật La Mã, địa vị pháp lý của phụ nữ không thay đổi đáng kể so với tập quán của thế kỷ thứ 6. Nhưng sự hạn chế truyền thống của phụ nữ trong cuộc sống công cộng cũng như sự thù địch chống lại phụ nữ độc lập vẫn tiếp tục. Ảnh hưởng ngày càng lớn của văn hóa Hy Lạp góp phần tạo ra thái độ khắt khe về việc phụ nữ phải ở trong gia đình thay vì ở nơi công cộng. Cũng có xu hướng ngày càng tăng phụ nữ không phải gái mại dâm, nô lệ hay hoạt động giải trí phải che mặt hoàn toàn. Giống như luật La Mã trước đây, phụ nữ không thể là nhân chứng hợp pháp, nắm giữ cơ quan hành chính hoặc điều hành ngân hàng nhưng họ vẫn có thể thừa kế tài sản và sở hữu đất đai.
Theo quy định, ảnh hưởng của nhà thờ được thực hiện để ủng hộ việc xóa bỏ những khuyết tật do luật cũ áp đặt về tình trạng độc thân và không có con, tăng cường cơ sở vật chất để bước vào đời sống tôn giáo được tuyên xưng, và sự chu cấp thích đáng cho người vợ. Nhà thờ cũng ủng hộ quyền lực chính trị của những người thân thiện với giới tăng lữ. Justinian đã thông qua việc chỉ định những người mẹ và bà làm gia sư.
Các hạn chế về hôn nhân của các thượng nghị sĩ và những người đàn ông khác ở cấp cao với phụ nữ ở cấp thấp đã được Constantine mở rộng, nhưng hầu như đã bị Justinian loại bỏ hoàn toàn. Các cuộc hôn nhân thứ hai không được khuyến khích, đặc biệt là bằng cách làm hợp pháp để áp đặt điều kiện rằng quyền sở hữu tài sản của một góa phụ phải chấm dứt khi tái hôn, và Hiến pháp Leonine vào cuối thế kỷ thứ 9 đã quy định các cuộc hôn nhân thứ ba bị trừng phạt. Các hiến pháp tương tự đã làm cho việc ban phúc của một linh mục trở thành một phần cần thiết của nghi lễ kết hôn.

#### Trung Quốc

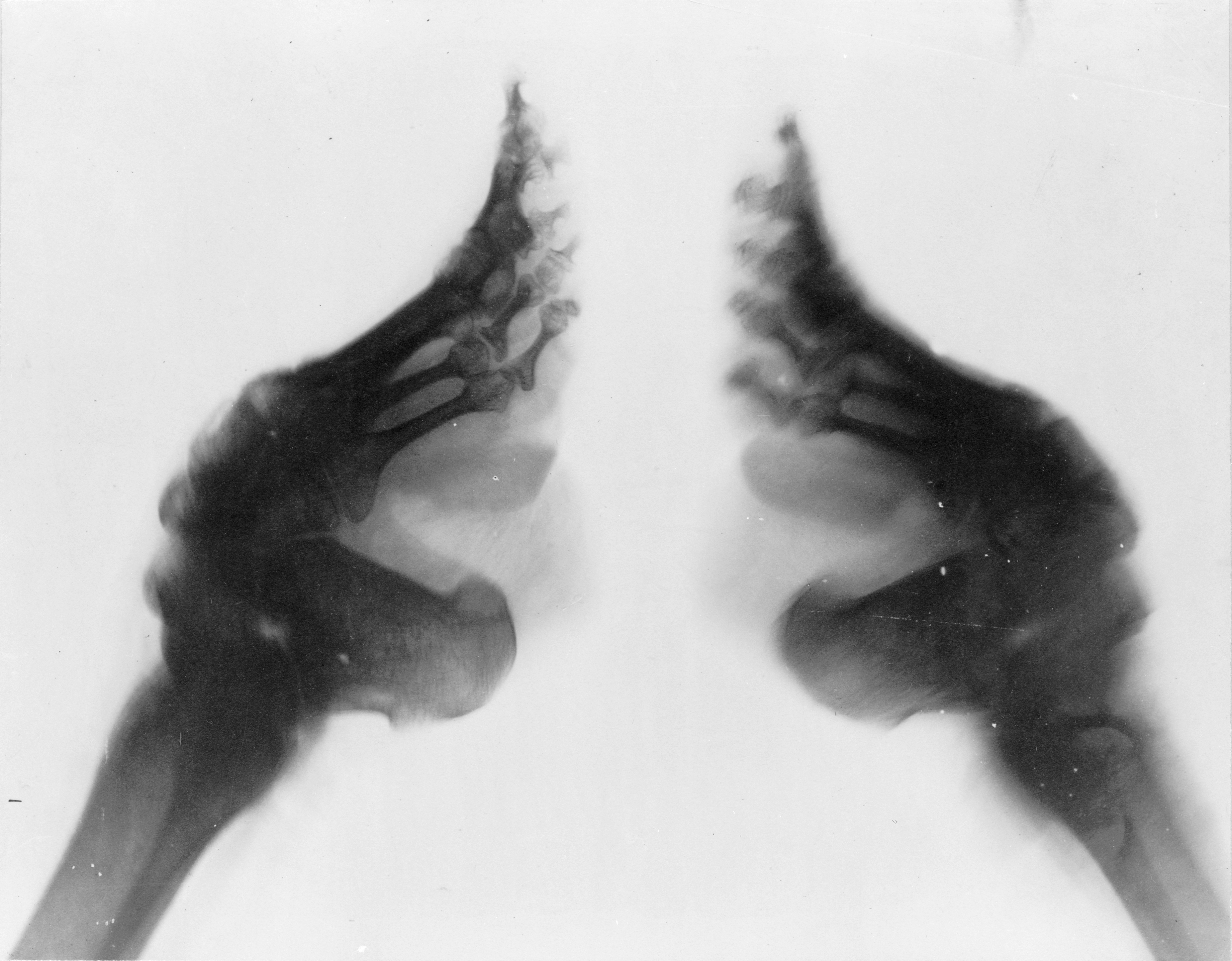
Bó chân, một hủ tục thường xảy ra đối với phụ nữ Trung Quốc từ thế kỷ 10 đến đầu thế kỷ 20. Hình ảnh chụp X-quang của hai bàn chân bị bó.

Phụ nữ trong suốt lịch sử và cổ đại Trung Quốc bị coi là thấp kém hơn và có địa vị pháp lý thấp hơn dựa trên luật Nho giáo. Ở Đế quốc Trung Hoa, " Tam giáo " đề cao con gái vâng lời cha, vợ vâng lời chồng, góa phụ vâng lời con trai. Phụ nữ không thể thừa kế doanh nghiệp hoặc của cải  và đàn ông phải nhận con trai vì mục đích tài chính như vậy. Luật triều đình muộn cũng nêu ra bảy loại ly hôn khác nhau. Người vợ có thể bị truất phế nếu không sinh được con trai, ngoại tình, không vâng lời cha mẹ chồng, nói quá mức, ăn trộm, ghen tuông hoặc mắc một chứng bệnh hoặc rối loạn không thể chữa khỏi. Nhưng cũng có những giới hạn đối với người chồng - ví dụ, anh ta không thể ly hôn nếu cô ấy đã từng để tang cho cha mẹ chồng, nếu cô ấy không có gia đình để trở về, hoặc nếu gia đình chồng từng nghèo khó và sau đó trở nên giàu hơn.
Địa vị của phụ nữ ở Trung Quốc cũng thấp, phần lớn là do tục bó chân. Khoảng 45% phụ nữ Trung Quốc bị bó chân vào thế kỷ 19. Đối với các tầng lớp trên, nó gần như là 100%. Năm 1912, chính phủ Trung Quốc ra lệnh chấm dứt tục bó chân. Việc bó chân liên quan đến việc thay đổi cấu trúc xương để bàn chân chỉ dài khoảng 4 inch. Đôi bàn chân bị bó cứng gây khó khăn trong vận động nên hạn chế rất nhiều trong sinh hoạt của chị em.
Do tập quán xã hội nam nữ không được ở gần nhau, phụ nữ Trung Quốc đã miễn cưỡng khi được các bác sĩ Tây y chữa bệnh. Điều này dẫn đến nhu cầu rất lớn về nữ bác sĩ Tây y ở Trung Quốc. Vì vậy, nữ nhà truyền giáo y khoa, Tiến sĩ Mary H. Fulton (1854–1927)  đã được Ban truyền giáo nước ngoài của Giáo hội Trưởng lão (Hoa Kỳ) cử đến để thành lập trường cao đẳng y khoa đầu tiên dành cho phụ nữ ở Trung Quốc. Được biết đến với tên gọi Cao đẳng Y tế Hackett dành cho Phụ nữ (夏葛 女子 醫學院), trường được thành lập tại Quảng Châu, Trung Quốc, nhờ một khoản tài trợ lớn từ Edward AK Hackett (1851–1916) ở Indiana, Hoa Kỳ. Trường này nhằm mục đích truyền bá đạo Cơ đốc và y học hiện đại và nâng cao địa vị xã hội của phụ nữ Trung Quốc.
Trong thời Trung Hoa Dân Quốc (1912–49) và các chính phủ Trung Quốc trước đó, phụ nữ bị mua và bán làm nô lệ một cách hợp pháp dưới vỏ bọc của những người giúp việc gia đình. Những người phụ nữ này được gọi là Mui Tsai. Cuộc đời của Mui Tsai đã được nhà nữ quyền người Mỹ Agnes Smedley ghi lại trong cuốn sách Chân dung phụ nữ Trung Quốc trong Cách mạng.
Tuy nhiên, vào năm 1949, Trung Hoa Dân Quốc bị quân du kích cộng sản do Mao Trạch Đông lãnh đạo lật đổ, và Cộng hòa Nhân dân Trung Hoa được thành lập cùng năm. Tháng 5 năm 1950 , Cộng hòa Nhân dân Trung Hoa ban hành Luật Hôn nhân Mới để giải quyết việc bán phụ nữ làm nô lệ. Cuộc hôn nhân ngoài vòng pháp luật này được ủy quyền và làm cho hôn nhân hợp pháp miễn là cả hai bên đồng ý. Luật Hôn nhân mới đã nâng độ tuổi kết hôn hợp pháp lên 20 đối với nam và 18 đối với nữ. Đây là một phần thiết yếu của cải cách ruộng đất ở nông thôn vì phụ nữ không thể bị bán cho địa chủ một cách hợp pháp nữa. Khẩu hiệu chính thức là "Đàn ông và phụ nữ bình đẳng; mọi người đều đáng giá".

### Lịch sử hậu cổ điển

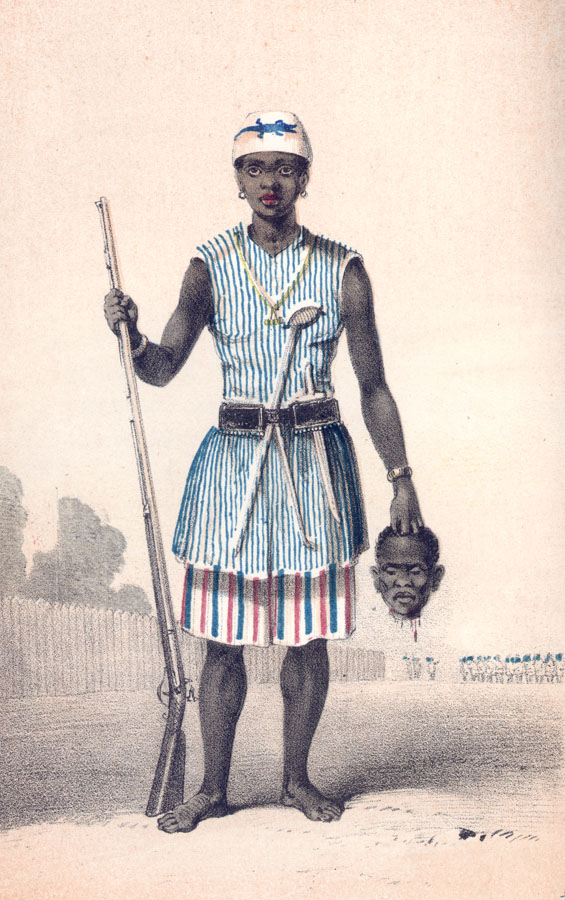
Dahomey Amazon là một n trung đoàn quân sự toàn nữ Fo của Vương quốc Dahomey.

#### Kinh sách tôn giáo

##### Kinh Thánh
Cả trước và trong thời Kinh thánh, vai trò của phụ nữ trong xã hội đều bị hạn chế nghiêm trọng. Tuy nhiên, trong Kinh thánh, phụ nữ được mô tả là có quyền tự đại diện trước tòa, :56–62 khả năng lập hợp đồng, :63–67 và các quyền mua, sở hữu, bán và thừa kế tài sản. :63–80 Kinh thánh bảo đảm cho phụ nữ quyền quan hệ tình dục với chồng  và ra lệnh cho chồng phải cho vợ ăn và mặc quần áo. Việc một người đàn ông đa thê vi phạm các quyền này trong Cựu ước đã tạo cho người phụ nữ lý do để ly dị: "Nếu anh ta kết hôn với một người phụ nữ khác, anh ta không được tước đoạt quyền ăn, quần áo và hôn nhân của người đầu tiên. Nếu anh ta không chu cấp cho cô ấy ba điều này, cô ấy sẽ được ra đi tự do, không phải trả tiền "(Exodus 21:10-11).

##### Qur'an
Kinh Qur'an, tiết lộ với Muhammad trong suốt 23 năm, đã cung cấp hướng dẫn cho cộng đồng Hồi giáo và sửa đổi các phong tục hiện có trong xã hội Ả Rập. Từ năm 610 và 661, được gọi là những cải cách ban đầu dưới thời Hồi giáo, Qur'an đã đưa ra những cải cách cơ bản đối với luật tục và đưa ra các quyền cho phụ nữ trong việc kết hôn, ly hôn và thừa kế. Bằng cách quy định rằng người vợ, không phải gia đình của cô ấy, sẽ nhận được của hồi môn từ người chồng, mà cô ấy có thể quản lý như tài sản cá nhân của mình, Qur'an đã đưa phụ nữ trở thành một bên hợp pháp của hợp đồng hôn nhân.
Trong khi luật tục, thừa kế chỉ giới hạn ở con cháu nam giới, Qur'an đã đưa ra các quy tắc về thừa kế với một số cổ phần cố định được phân phối cho những người thừa kế được chỉ định, đầu tiên là những người thân là phụ nữ gần nhất và sau đó là những người thân là nam giới gần nhất. Theo Annemarie Schimmel "so với vị trí tiền Hồi giáo của phụ nữ, luật pháp Hồi giáo có nghĩa là một tiến bộ to lớn; người phụ nữ có quyền, ít nhất là theo văn bản của luật, quản lý của cải mà cô ấy đã mang vào gia đình hoặc có. kiếm được bằng chính công việc của cô ấy. " 
Sự cải thiện chung về địa vị của phụ nữ Ả Rập bao gồm việc cấm sát hại phụ nữ và công nhận quyền con người đầy đủ của phụ nữ. Phụ nữ nói chung đạt được nhiều quyền hơn phụ nữ ở Ả Rập tiền Hồi giáo  và châu Âu thời trung cổ. Phụ nữ không được chấp nhận địa vị pháp lý như vậy ở các nền văn hóa khác cho đến nhiều thế kỷ sau. Theo Giáo sư William Montgomery Watt, khi nhìn trong bối cảnh lịch sử như vậy, Muhammad "có thể được coi là một nhân vật đã làm chứng thay mặt cho quyền phụ nữ." 

#### Tây Âu

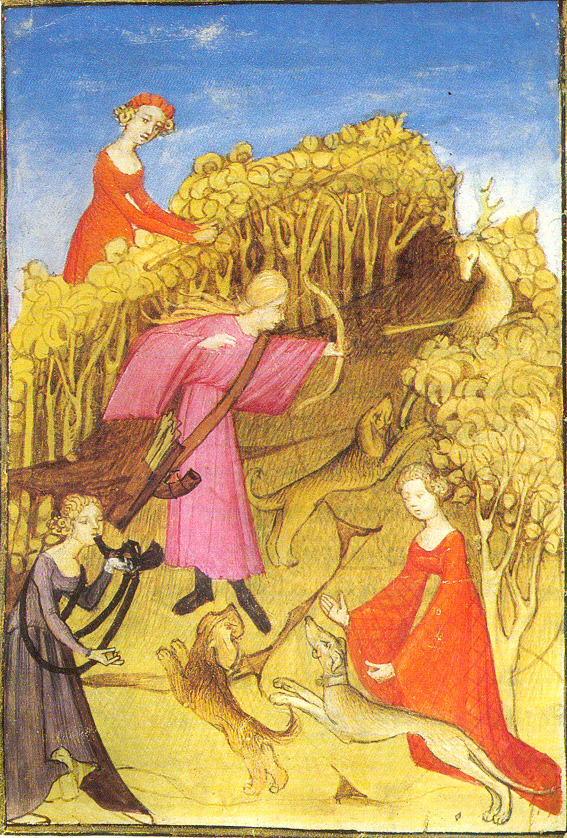
Phụ nữ thực hiện các công việc trong thời Trung cổ

Quyền của phụ nữ đã được bảo vệ bởi Giáo hội Cơ đốc giáo thời Trung cổ ban đầu: một trong những quy định pháp lý chính thức đầu tiên về quyền của người vợ được ban hành bởi hội đồng Adge vào năm 506, trong Giáo luật XVI quy định rằng nếu một người đàn ông trẻ đã kết hôn muốn được chuyển sang làm linh mục, cần phải được sự đồng ý của vợ.
Nhà thờ và văn hóa Anh thời Trung cổ coi phụ nữ là những người yếu đuối, phi lý trí và dễ bị cám dỗ, những người luôn cần được kiểm soát.     Điều này đã được phản ánh trong văn hóa Cơ đốc giáo ở Anh qua câu chuyện của Adam và Eve, nơi mà Eve rơi vào sự cám dỗ của Satan và dẫn Adam ăn quả táo. St.Paul tin rằng sự đau đớn khi sinh con là hình phạt cho hành động này đã khiến loài người bị trục xuất khỏi Vườn Địa đàng. Sự thấp kém của phụ nữ cũng xuất hiện trong nhiều tác phẩm thời Trung cổ, chẳng hạn như nhà thần học Jacques de Vitry năm 1200 sau Công nguyên (người khá thông cảm với phụ nữ hơn những người khác) nhấn mạnh về sự phục tùng của phụ nữ đối với người đàn ông của họ và thể hiện phụ nữ là trơn, yếu đuối, không đáng tin cậy, quanh co, lừa dối và bướng bỉnh.. Nhà thờ cũng đề cao Đức Trinh nữ Maria như một hình mẫu để phụ nữ noi theo bằng cách vô tội trong tình dục của mình, kết hôn với một người chồng và cuối cùng trở thành một người mẹ. Đó là mục đích cốt lõi được đặt ra cả về mặt văn hóa và tôn giáo trên khắp Châu Âu thời Trung Cổ. Ở Anh thời trung cổ, hiếp dâm cũng được coi là tội ác đối với cha hoặc chồng và vi phạm quyền bảo vệ và giám hộ của họ đối với những người phụ nữ mà họ trông nom trong gia đình. Bản sắc của phụ nữ trong thời Trung cổ cũng được đề cập đến qua các mối quan hệ của cô với những người đàn ông mà cô gắn liền với ví dụ như "Con gái của anh ấy" hoặc "Vợ của So and so". Mặc dù vậy, Giáo hội vẫn nhấn mạnh tầm quan trọng của tình yêu và sự tư vấn lẫn nhau trong hôn nhân và nghiêm cấm mọi hình thức ly hôn để người vợ phải có người chăm sóc mình.

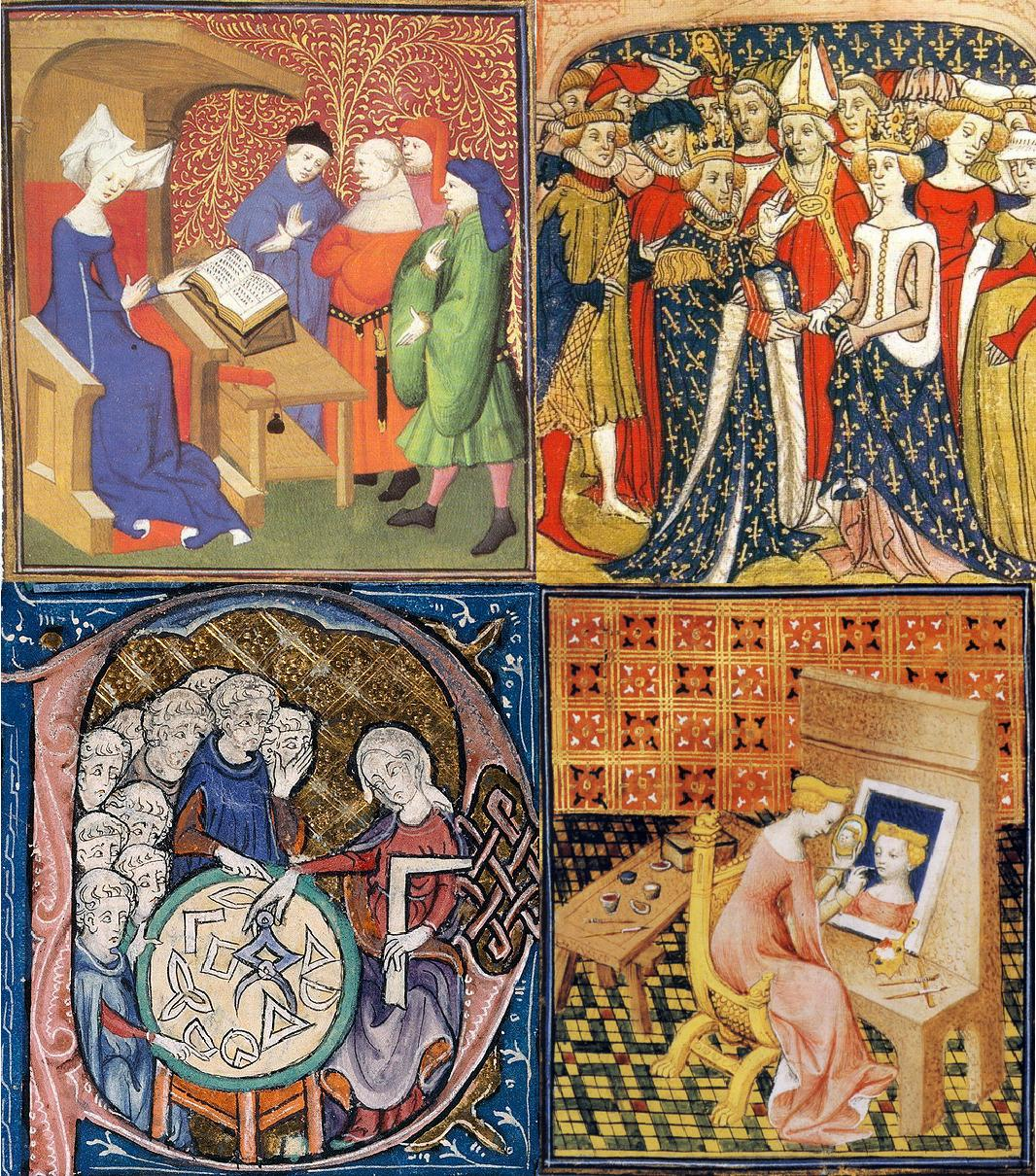
Các hoạt động của phụ nữ hoàng gia trong thời Trung cổ

Nhìn chung ở châu Âu trong thời Trung cổ, phụ nữ thấp hơn đàn ông về địa vị pháp lý. Trên khắp châu Âu thời Trung cổ, phụ nữ bị áp lực buộc phải không tham dự các phiên tòa và giao mọi công việc kinh doanh hợp pháp cho chồng của họ. Trong hệ thống pháp luật, phụ nữ được coi là tài sản của nam giới nên bất kỳ mối đe dọa hoặc thương tích nào đối với họ đều thuộc trách nhiệm của người giám hộ nam.
Trong luật pháp Ireland, phụ nữ bị cấm làm nhân chứng trước tòa. Trong luật pháp xứ Wales, lời khai của phụ nữ có thể được chấp nhận đối với phụ nữ khác nhưng không chống lại người đàn ông khác, nhưng luật pháp của xứ Wales, cụ thể là Luật của Hywel Dda cũng phản ánh trách nhiệm giải trình đối với việc nam giới phải trả tiền nuôi con cho những đứa trẻ sinh ra ngoài giá thú, điều này giúp phụ nữ có quyền yêu cầu chính đáng thanh toán. Ở Pháp, lời khai của phụ nữ phải chứng thực bằng các tài khoản khác nếu không sẽ không được chấp nhận. Mặc dù phụ nữ được cho là sẽ không tham dự các phiên tòa, tuy nhiên điều này không phải lúc nào cũng đúng. Đôi khi không phụ lòng mong đợi, phụ nữ đã tham gia và tham dự các phiên tòa và phiên họp của tòa án. Nhưng phụ nữ không thể đóng vai trò là thẩm phán tại tòa án, là luật sư, họ không thể là thành viên của bồi thẩm đoàn và họ không thể buộc tội người khác về trọng tội trừ khi đó là tội giết chồng của cô ấy. Phần lớn, điều tốt nhất mà một phụ nữ có thể làm tại các tòa án thời Trung cổ là quan sát các thủ tục pháp lý đang diễn ra.
Luật pháp Thụy Điển đã bảo vệ phụ nữ khỏi quyền lực của chồng họ bằng cách chuyển giao quyền lực cho người thân nam giới của họ. Tài sản và đất đai của người vợ cũng không thể được lấy bởi người chồng nếu không có sự đồng ý của gia đình, nhưng người vợ cũng không thể làm điều tương tự. Điều này có nghĩa là một người phụ nữ không thể chuyển tài sản của mình cho chồng mà không có sự đồng ý của gia đình hoặc bà con họ hàng. Theo luật Thụy Điển, phụ nữ cũng chỉ được hưởng một nửa số tài sản thừa kế của anh trai cô ấy. Bất chấp những vấn đề pháp lý này, Thụy Điển phần lớn đi trước và vượt trội hơn nhiều trong cách đối xử với phụ nữ so với hầu hết các nước châu Âu.
Các cuộc hôn nhân thời Trung cổ giữa giới tinh hoa được sắp xếp theo cách đáp ứng lợi ích của cả gia đình. Về mặt lý thuyết, một người phụ nữ cần phải đồng ý trước khi hôn nhân diễn ra và Giáo hội khuyến khích sự đồng ý này được thể hiện ở thì hiện tại chứ không phải tương lai. Hôn nhân cũng có thể diễn ra ở bất cứ đâu và độ tuổi tối thiểu đối với trẻ em gái phải là 12 trong khi đối với trẻ em trai là 14 tuổi.

#### Bắc Âu
Tỷ lệ của Wergild cho rằng phụ nữ trong những xã hội này được coi trọng chủ yếu vì mục đích chăn nuôi của họ. Wergild của phụ nữ cao gấp đôi so với một người đàn ông có cùng địa vị trong các bộ luật pháp lý của Aleman và Bavaria. Trong khi đó, Wergild của một người phụ nữ cao gấp ba lần của một người đàn ông có cùng địa vị trong các quy tắc pháp lý của Salic và Repuarian dành cho phụ nữ trong độ tuổi sinh đẻ, được cấu thành từ 12–40 tuổi. Một trong những bộ luật Đức nhất từ truyền thống Lombard, đã quy định rằng phụ nữ phải chịu sự kiểm soát của một nam thần mundoald. Một người phụ nữ cần sự cho phép của mundold để quản lý tài sản nhưng vẫn có thể sở hữu đất đai và hàng hóa của riêng mình. Một số khu vực có luật thừa kế Visgothic cho đến thế kỷ thứ 7 là thuận lợi cho phụ nữ trong khi tất cả các luật khác thì không. Trước khi Cơ đốc giáo hóa châu Âu, có rất ít không gian cho sự đồng ý của phụ nữ đối với hôn nhân và kết hôn thông qua mua bán (hoặc Kaufehe) thực sự là chuẩn mực dân sự trái ngược với hôn nhân thay thế thông qua bắt giữ (hoặc Raubehe). Tuy nhiên, Cơ đốc giáo đã chậm đến các khu vực Baltic và Scandinavia khác và nó chỉ đến được với Vua Harald Bluetooth của Đan Mạch vào năm 950 sau Công nguyên. Những người sống theo luật của Na Uy và Iceland thường sử dụng hôn nhân để tạo liên minh hoặc tạo hòa bình mà không cần sự đồng ý của phụ nữ. Tuy nhiên, quyền ly hôn được cho phép đối với phụ nữ bị lạm dụng thể xác nhưng không được bảo vệ khỏi bị tổn hại đối với những phụ nữ bị gọi là "khốn khổ" như ăn xin, người hầu và phụ nữ nô lệ. Quan hệ tình dục với họ bằng vũ lực hoặc không có sự đồng ý thường không có hậu quả pháp lý hoặc hình phạt.
Trong Thời đại Viking, phụ nữ đã có một tình trạng tương đối tự do ở các nước Bắc Âu của Thụy Điển, Đan Mạch và Na Uy, được minh họa trong Iceland Grágás và Na Uy Frostating luật và Gulating luật. Dì, cháu gái và cháu gái của bố, được gọi là odalkvinna, đều có quyền thừa kế tài sản từ một người đàn ông đã qua đời. Trong trường hợp không có người thân là nam giới, một phụ nữ chưa kết hôn và không có con trai, hơn thế nữa, không chỉ được thừa kế tài sản mà còn cả vị trí chủ gia đình từ người cha hoặc anh trai đã qua đời: một phụ nữ có địa vị như vậy được gọi là ringkvinna, và cô ấy thực hiện tất cả các quyền dành cho người đứng đầu một gia tộc, chẳng hạn như quyền yêu cầu và nhận tiền phạt khi tàn sát một thành viên trong gia đình, trừ khi cô ấy kết hôn, theo đó các quyền của cô ấy được chuyển giao cho chồng. Sau 20 tuổi, một phụ nữ chưa kết hôn, được gọi là maer and mey, đạt đa số hợp pháp và có quyền quyết định nơi cư trú của mình và được coi là người của chính mình trước pháp luật. Một ngoại lệ đối với sự độc lập của cô ấy là quyền chọn bạn đời, vì hôn nhân thường do thị tộc sắp đặt. Các góa phụ được hưởng địa vị độc lập như phụ nữ chưa kết hôn. Phụ nữ có thẩm quyền tôn giáo và hoạt động tích cực với tư cách nữ tu sĩ (gydja) và thánh thần (sejdkvinna); họ hoạt động nghệ thuật với tư cách là nhà thơ (skalder)  và bậc thầy rune, cũng như thương nhân và phụ nữ y học. Họ cũng có thể đã hoạt động trong văn phòng quân đội: những câu chuyện về các thiếu nữ khiên chưa được xác nhận, nhưng một số phát hiện khảo cổ học như nữ chiến binh Viking Birka có thể chỉ ra rằng có ít nhất một số phụ nữ trong quân đội tồn tại. Một người phụ nữ đã có gia đình có thể ly dị chồng và tái hôn. Đây cũng là xã hội chấp nhận cho một người phụ nữ tự do đồng trú với một người đàn ông và có con với anh ta mà không kết hôn với anh ấy, ngay cả khi người đàn ông đó là lập gia đình: một người phụ nữ ở một vị trí như vậy được gọi là frilla.  Không có sự phân biệt nào giữa con cái sinh ra trong hay ngoài hôn nhân: cả hai đều có quyền thừa kế tài sản theo cha mẹ, và không có con "hợp pháp" hay "con ngoài giá thú". Những quyền tự do này dần dần biến mất khỏi sự thay đổi sau sự du nhập của Cơ đốc giáo, và từ cuối thế kỷ 13, chúng không còn được nhắc đến nữa. Trong thời Trung cổ Cơ đốc giáo, luật Scandinavia thời Trung cổ áp dụng các luật khác nhau tùy thuộc vào luật của hạt địa phương, cho thấy địa vị của phụ nữ có thể thay đổi tùy thuộc vào hạt mà cô ấy đang sống.

### Lịch sử hiện đại

#### Châu Âu

##### Châu Âu thế kỷ 16-17

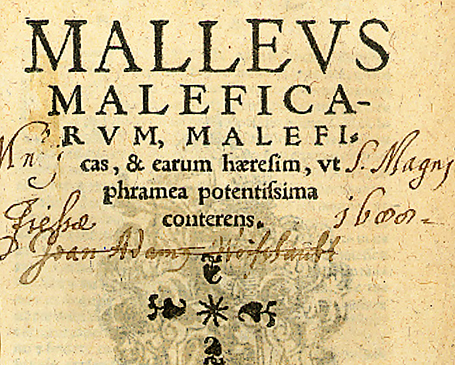
Trang tiêu đề của ấn bản thứ bảy ở Cologne của Malleus Maleficarum, 1520 (từ Thư viện Đại học Sydney), một cuốn sách tán thành việc tiêu diệt phù thủy

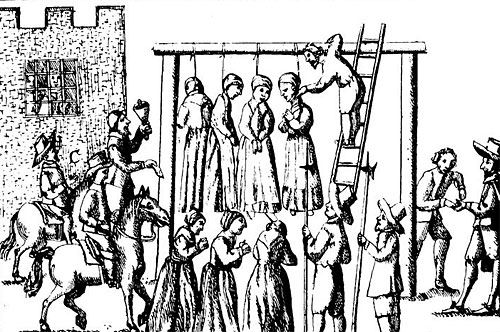
Hình ảnh các phù thủy bị treo cổ ở Anh, xuất bản năm 1655

Thế kỷ 16 và 17 chứng kiến nhiều phiên tòa xét xử phù thủy khiến hàng nghìn người trên khắp châu Âu bị hành quyết, trong đó 75-95% là phụ nữ (tùy theo thời gian và địa điểm). Các vụ hành quyết chủ yếu diễn ra ở các vùng đất nói tiếng Đức, và trong thế kỷ 15, thuật ngữ "phù thủy" chắc chắn được xem như một thứ gì đó nữ tính trái ngược với những năm trước. Các sách hướng dẫn về phù thủy nổi tiếng như Malleus Maleficarum và Summis Desiderantes mô tả các phù thủy là những kẻ âm mưu ma quỷ, những người tôn thờ quỷ Satan và chủ yếu là phụ nữ. Văn hóa và nghệ thuật vào thời điểm đó mô tả những phù thủy này là quyến rũ và xấu xa, càng làm tăng thêm sự hoảng loạn về đạo đức khi kết hợp với những lời hùng biện từ Nhà thờ.
Nguồn gốc của câu chuyện thần thoại về nữ "phù thủy" bắt nguồn từ những sinh vật bóng đêm thần thoại La Mã được biết đến với cái tên Strix, người được cho là xuất hiện và biến mất bí ẩn trong đêm. Nhiều người cũng tin rằng họ là của những phụ nữ đã biến đổi nhờ sức mạnh siêu nhiên của chính họ. Bản thân câu chuyện thần thoại La Mã này được cho là bắt nguồn từ ngày Sa-bát của người Do Thái mô tả những người phụ nữ phi siêu nhiên, những người nghi ngờ sẽ rời đi và trở về nhà nhanh chóng trong đêm. Các tác giả của Malleus Maleficarum đã thiết lập mạnh mẽ mối liên hệ giữa phù thủy và phụ nữ bằng cách tuyên bố nhiều khả năng phụ nữ bị nghiện "ma quỷ". Các tác giả và nhà điều tra Heinrich Kramer và Jacob Sprengerh đã biện minh cho những niềm tin này bằng cách khẳng định phụ nữ có độ tin cậy cao hơn, dễ gây ấn tượng, trí óc yếu ớt, cơ thể yếu ớt, bốc đồng và bản chất xác thịt vốn là những khiếm khuyết dễ mắc phải hành vi "xấu xa" và phép thuật phù thủy. Những loại tín ngưỡng này vào thời điểm đó có thể đưa các nữ ẩn sĩ hoặc người ăn xin đến các thử nghiệm chỉ để đưa ra các phương thuốc hoặc thuốc thảo dược. Những câu chuyện thần thoại được phát triển này cuối cùng dẫn đến các cuộc xét xử phù thủy ở thế kỷ 16-17, với hàng nghìn phụ nữ bị thiêu sống.
Đến năm 1500, châu Âu được chia thành hai loại luật thế tục. Một là luật tục chiếm ưu thế ở miền bắc nước Pháp, Anh và Scandinavia, và luật kia là luật thành văn dựa trên La Mã chủ yếu ở miền nam nước Pháp, Ý, Tây Ban Nha và Bồ Đào Nha.
Luật tục ủng hộ nam giới hơn nữ giới. Ví dụ, quyền thừa kế của giới tinh hoa ở Ý, Anh, Scandinavia và Pháp được truyền cho người thừa kế nam giới. Ở tất cả các khu vực, luật pháp cũng trao cho nam giới quyền lực đáng kể đối với tính mạng, tài sản và thân thể của vợ mình. Tuy nhiên, phụ nữ đã có một số cải tiến trái ngược với phong tục cổ xưa, chẳng hạn như họ có thể thừa kế khi không có anh em trai, làm một số ngành nghề mà không có chồng và góa phụ để nhận của phụ.
Trong các khu vực được điều chỉnh bởi luật thành văn dựa trên La Mã, phụ nữ chịu sự giám hộ của nam giới trong các vấn đề liên quan đến tài sản và luật pháp, người cha giám sát con gái, người chồng giám sát vợ và chú hoặc họ hàng nam giám sát người vợ góa.
Trên khắp châu Âu, địa vị pháp lý của phụ nữ tập trung vào tình trạng hôn nhân của cô ấy trong khi hôn nhân chính là yếu tố lớn nhất trong việc hạn chế quyền tự chủ của phụ nữ. Phong tục, tượng và thực hành không chỉ làm giảm các quyền và tự do của phụ nữ mà còn ngăn cản những phụ nữ độc thân hoặc góa bụa giữ chức vụ công với lý do rằng một ngày nào đó họ có thể kết hôn.
Theo Luật chung của Anh, được phát triển từ thế kỷ 12 trở đi, tất cả tài sản mà người vợ nắm giữ vào thời điểm kết hôn đều trở thành tài sản của người chồng. Cuối cùng, các tòa án Anh đã cấm người chồng chuyển nhượng tài sản mà không có sự đồng ý của vợ, nhưng anh ta vẫn giữ quyền quản lý và nhận số tiền mà nó tạo ra. Phụ nữ Pháp đã kết hôn phải chịu những hạn chế về năng lực pháp lý của họ chỉ bị loại bỏ vào năm 1965. Vào thế kỷ 16, cuộc Cải cách ở châu Âu đã cho phép nhiều phụ nữ thêm giọng nói của họ, bao gồm các nhà văn người Anh Jane Anger, Aemilia Lanyer và nữ tiên tri Anna Trapnell. Người Anh và người Mỹ Quakers tin rằng nam và nữ bình đẳng. Nhiều phụ nữ Quaker là những nhà thuyết giáo. Mặc dù có quyền tự do tương đối lớn hơn cho phụ nữ Anglo-Saxon, cho đến giữa thế kỷ 19, các nhà văn chủ yếu cho rằng trật tự phụ hệ là một trật tự tự nhiên luôn tồn tại. Nhận thức này không bị thách thức nghiêm trọng cho đến thế kỷ 18 khi các nhà truyền giáo Dòng Tên tìm thấy chế độ mẫu hệ ở các dân tộc bản địa Bắc Mỹ.
Nhà triết học John Locke phản đối tình trạng bất bình đẳng trong hôn nhân và sự ngược đãi phụ nữ trong thời gian này. Ông nổi tiếng vì ủng hộ bình đẳng hôn nhân giữa các giới trong công việc của mình trong suốt thế kỷ 17. Theo một nghiên cứu được công bố trên Tạp chí Các vấn đề Xã hội & Nhân văn Hoa Kỳ, tình trạng của phụ nữ thời Locke như được trích dẫn:
- Phụ nữ Anh có ít lý do ly hôn hơn nam giới cho đến năm 1923 [98]
- Người chồng kiểm soát hầu hết tài sản cá nhân của vợ cho đến khi có Đạo luật về tài sản của phụ nữ đã kết hôn 1870 và Đạo luật về tài sản của phụ nữ đã kết hôn năm 1882 [98]
- Con cái là tài sản của chồng [98]
- Hiếp dâm là không thể hợp pháp trong một cuộc hôn nhân [98]
- Người vợ thiếu các đặc điểm quan trọng của tư cách pháp nhân, vì người chồng được coi là đại diện của gia đình (do đó loại bỏ nhu cầu về quyền bầu cử của phụ nữ). Những đặc điểm pháp lý này của hôn nhân cho thấy ý tưởng về một cuộc hôn nhân bình đẳng dường như không có đối với hầu hết người Victoria.[98] (Trích từ Giới và Quản trị Tốt ở John Locke, Tạp chí Các vấn đề Xã hội & Nhân văn Hoa Kỳ Tập 2 [98])

Các triết gia khác cũng đã đưa ra những tuyên bố liên quan đến quyền của phụ nữ trong thời gian này. Ví dụ, Thomas Paine đã viết trong Một bức thư thỉnh thoảng về giới tính nữ năm 1775, nơi ông nói (như trích dẫn):
"Nếu chúng ta thực hiện một cuộc khảo sát về độ tuổi và quốc gia, chúng ta sẽ thấy những người phụ nữ, hầu như không có ngoại lệ... được tôn thờ và áp bức... họ... bị luật pháp cướp đi tự do ý chí... Tuy nhiên, tôi rất tiếc phải nói rằng, có rất nhiều phụ nữ trên toàn thế giới. Đàn ông đối với họ, là một người chồng vô tâm hoặc một kẻ áp bức. " 
Một xã hội phụ hệ có thể thích coi quyền của phụ nữ là nghĩa vụ của đàn ông, chẳng hạn như theo thông luật Anh, các ông chồng phải bảo vệ vợ. Nghĩa vụ này đã được bãi bỏ vào năm 2010.

##### Châu Âu thế kỷ 18-19

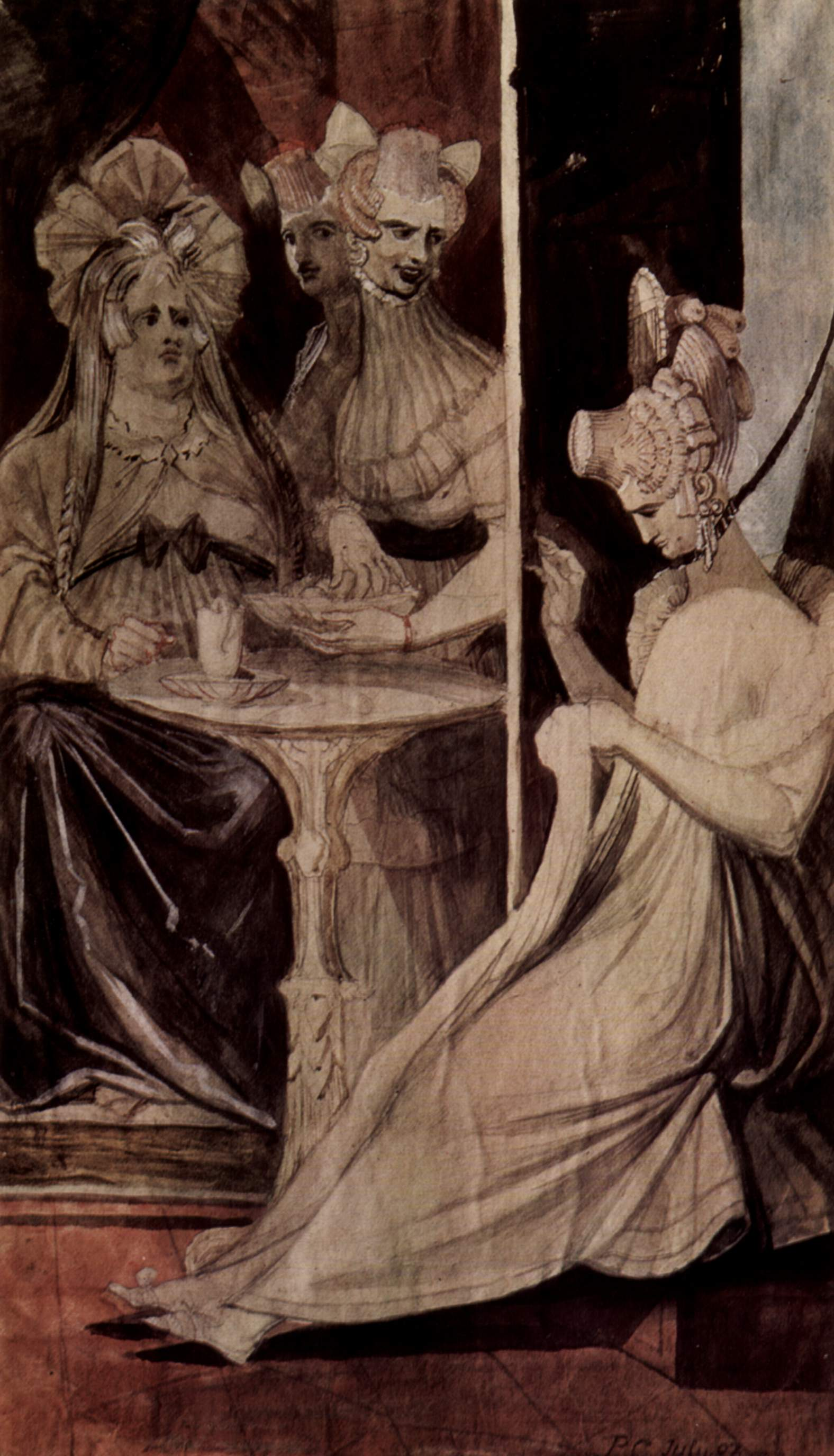
The Debutante (1807) của Henry Fuseli; Người phụ nữ, nạn nhân của quy ước xã hội dành cho nam giới, bị trói vào tường, được may vá và được các nữ gia sư canh giữ. Bức tranh phản ánh quan điểm của Mary Wollstonecraft trong A Vindication of the Rights of Woman, xuất bản năm 1792.

Bắt đầu từ cuối thế kỷ 18 và trong suốt thế kỷ 19   thế kỷ, quyền, như một khái niệm và yêu sách, ngày càng có tầm quan trọng về chính trị, xã hội và triết học ở Châu Âu. Các phong trào nổi lên đòi tự do tôn giáo, xóa bỏ chế độ nô lệ, quyền cho phụ nữ, quyền cho những người không sở hữu tài sản và quyền phổ thông đầu phiếu. Vào cuối thế kỷ 18, câu hỏi về quyền của phụ nữ trở thành trọng tâm trong các cuộc tranh luận chính trị ở cả Pháp và Anh. Vào thời điểm đó, một số nhà tư tưởng vĩ đại nhất của thời Khai sáng, người bảo vệ các nguyên tắc dân chủ về bình đẳng và thách thức quan điểm rằng một số ít đặc quyền sẽ thống trị đại đa số dân chúng, tin rằng những nguyên tắc này chỉ nên được áp dụng cho giới tính của họ và của chính họ. cuộc đua. Ví dụ, nhà triết học Jean-Jacques Rousseau nghĩ rằng việc phụ nữ tuân theo đàn ông là mệnh lệnh tự nhiên. Ông viết "Phụ nữ làm sai để phàn nàn về sự bất bình đẳng của luật nhân tạo" và tuyên bố rằng "khi cô ấy cố gắng chiếm đoạt quyền của chúng tôi, cô ấy là người thấp kém hơn chúng tôi".
Năm 1754, Dorothea Erxleben trở thành người phụ nữ Đức đầu tiên nhận bằng MD (Đại học Halle) 

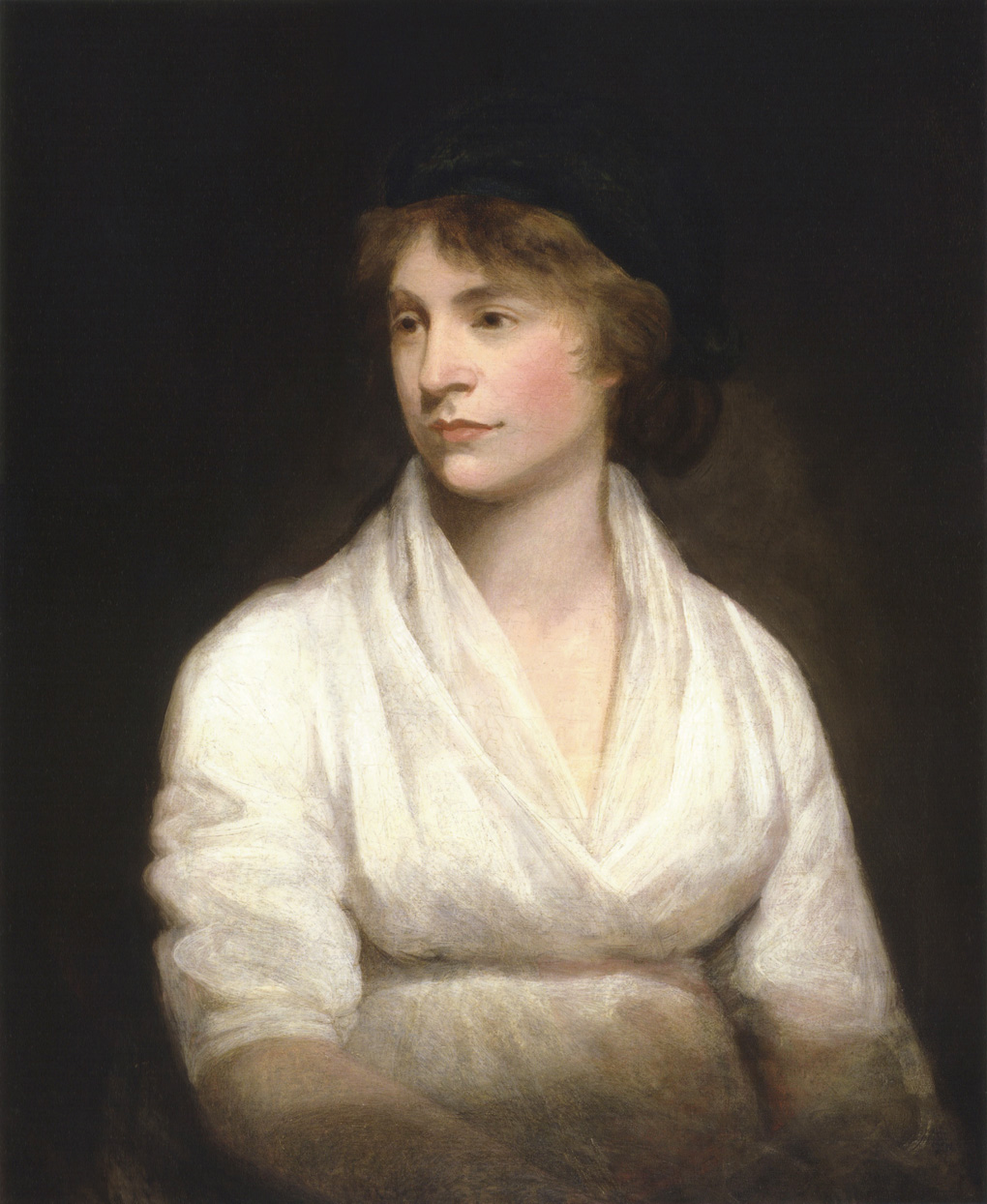
Mary Wollstonecraft của John Opie (khoảng năm 1797)

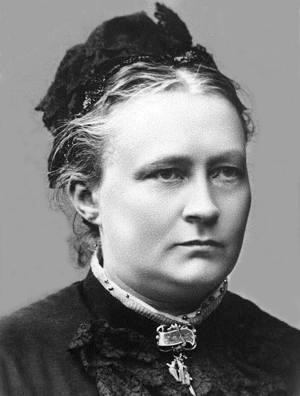
Minna Canth (1844–1897), một tác giả và nhà hoạt động xã hội người Phần Lan, là một trong những nhà hoạt động xã hội và nữ quyền châu Âu quan trọng nhất.

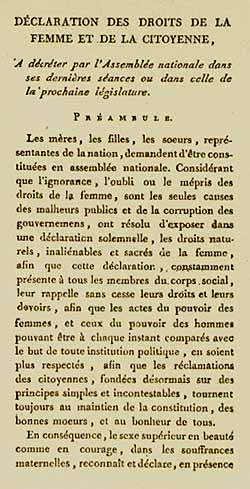
Trang đầu tiên của Tuyên ngôn về Quyền của Phụ nữ và Công dân Nữ

Năm 1791, nhà hoạt động chính trị và nhà viết kịch người Pháp Olympe de Gouges xuất bản Tuyên ngôn về Quyền của Phụ nữ và Công dân Nữ, dựa trên Tuyên ngôn về Quyền của Con người và Công dân năm 1789. Tuyên ngôn này thật mỉa mai trong việc xây dựng và vạch trần sự thất bại của Cách mạng Pháp, vốn được dành cho sự bình đẳng. Nó tuyên bố rằng: "Cuộc cách mạng này sẽ chỉ có hiệu lực khi tất cả phụ nữ nhận thức được đầy đủ về tình trạng tồi tệ của họ, và về các quyền mà họ đã mất trong xã hội". Tuyên ngôn về Quyền của Phụ nữ và Công dân Nữ tuân theo mười bảy điều của Tuyên ngôn về Quyền của Con người và Công dân và được Camille Naish mô tả là "gần như là một sự nhại lại... của tài liệu gốc". Điều đầu tiên của Tuyên ngôn về quyền của con người và của công dân tuyên bố rằng "Nam giới sinh ra vẫn được tự do và bình đẳng về quyền. Sự phân biệt xã hội có thể chỉ dựa trên tiện ích chung. " Bài báo đầu tiên của Tuyên ngôn về Quyền của Phụ nữ và Công dân của Nữ giới đã trả lời: "Người phụ nữ được sinh ra tự do và vẫn bình đẳng với con người về các quyền. Sự phân biệt xã hội có thể chỉ dựa trên tiện ích chung ". De Gouges mở rộng điều thứ sáu của Tuyên ngôn về quyền của con người và của công dân, trong đó tuyên bố các quyền của công dân tham gia vào việc hình thành luật, để:

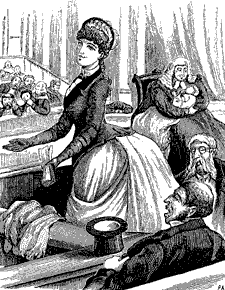
Quyền của phụ nữ Úc đã được đề cao trong phim hoạt hình Melbourne Punch năm 1887 này: Một thành viên nữ giả định hỗ trợ việc chăm sóc em bé của mình với tư cách Chủ tịch Hạ viện.

"Mọi công dân kể cả phụ nữ đều được thừa nhận bình đẳng đối với tất cả các phẩm giá, chức vụ và công việc công, tùy theo năng lực của họ và không có sự phân biệt nào khác ngoài phẩm chất và tài năng của họ".
De Gouges cũng thu hút sự chú ý của thực tế rằng theo luật pháp của Pháp, phụ nữ hoàn toàn có thể bị trừng phạt, nhưng bị từ chối quyền bình đẳng.
Mary Wollstonecraft, một nhà văn và nhà triết học người Anh, xuất bản cuốn A Vindication of the Rights of Woman vào năm 1792, cho rằng chính sự giáo dục và nuôi dạy của phụ nữ đã tạo ra những kỳ vọng hạn chế. Wollstonecraft tấn công đàn áp giới, thúc đẩy cơ hội giáo dục bình đẳng và yêu cầu "công lý!" và "quyền đối với con người" cho tất cả mọi người. Wollstonecraft, cùng với những người Anh cùng thời là Damaris Cudworth và Catharine Macaulay bắt đầu sử dụng ngôn ngữ về quyền trong mối quan hệ với phụ nữ, cho rằng phụ nữ nên có nhiều cơ hội hơn vì giống như nam giới, họ là những sinh vật có đạo đức và lý trí.

Phim hoạt hình Punch từ năm 1867 chế giễu nỗ lực của John Stuart Mill trong việc thay thế thuật ngữ 'đàn ông' bằng 'người', tức là trao quyền bầu cử cho phụ nữ. Caption: Mill's Logic: Hoặc, Nhượng quyền thương mại cho nữ giới. "Hãy cầu nguyện dọn đường, ở đó, cho những - một - người."

Trong bài luận năm 1869 " Sự khuất phục của phụ nữ ", nhà triết học và lý thuyết chính trị người Anh John Stuart Mill đã mô tả tình trạng của phụ nữ ở Anh như sau:
"Chúng tôi liên tục được thông báo rằng nền văn minh và Cơ đốc giáo đã khôi phục cho người phụ nữ những quyền chính đáng của cô ấy. Trong khi đó, người vợ là người có liên quan thực tế của chồng; không kém gì các nghĩa vụ pháp lý so với nô lệ".
Sau đó, một thành viên của quốc hội, Mill lập luận rằng phụ nữ xứng đáng có quyền bầu cử, mặc dù đề xuất của ông về việc thay thế thuật ngữ "đàn ông" bằng "người" trong Dự luật Cải cách lần thứ hai năm 1867 đã được chào đón trong tiếng cười ở Hạ viện và bị 76 đánh bại.   đến   196 phiếu bầu. Những lập luận của ông giành được ít sự ủng hộ của những người đương thời  nhưng nỗ lực của ông để sửa đổi dự luật cải cách đã tạo ra sự chú ý lớn hơn đối với vấn đề quyền bầu cử của phụ nữ ở Anh. Ban đầu chỉ là một trong một số chiến dịch bảo vệ quyền phụ nữ, quyền bầu cử đã trở thành nguyên nhân chính của phong trào phụ nữ Anh vào đầu thế kỷ 20. Vào thời điểm đó, khả năng bỏ phiếu bị hạn chế đối với những chủ sở hữu bất động sản giàu có trong phạm vi pháp lý của Anh. Sự sắp xếp này đã ngầm loại trừ phụ nữ vì luật tài sản và luật hôn nhân đã trao cho nam giới quyền sở hữu khi kết hôn hoặc thừa kế cho đến ngày 19   thế kỷ. Mặc dù quyền bầu cử của nam giới đã mở rộng trong suốt thế kỷ, nhưng phụ nữ đã bị cấm bỏ phiếu toàn quốc và địa phương vào những năm 1830 bởi Đạo luật Cải cách 1832 và Đạo luật Công ty thành phố 1835. Millicent Fawcett và Emmeline Pankhurst dẫn đầu chiến dịch công khai về quyền bầu cử của phụ nữ và vào năm 1918, một dự luật đã được thông qua cho phép phụ nữ trên 30 tuổi bỏ phiếu.
Đến những năm 1860, chính trị tình dục kinh tế của phụ nữ trung lưu ở Anh và các nước Tây Âu lân cận được dẫn dắt bởi các yếu tố như sự phát triển của văn hóa tiêu dùng thế kỷ 19, bao gồm sự xuất hiện của cửa hàng bách hóa và các lĩnh vực riêng biệt. Trong Come Buy, Come Buy: Mua sắm và Văn hóa Tiêu dùng trong Văn học của Phụ nữ thời Victoria, bài phân tích văn học của Krista Lysack về văn học đương đại thế kỷ 19 khẳng định thông qua sự phản ánh nguồn tài nguyên của cô về các chuẩn mực thông thường đương thời, "Tính nữ thời Victoria được đặc trưng bởi sự từ bỏ bản thân và các quy định thèm ăn. "  Và trong khi phụ nữ, đặc biệt là những người thuộc tầng lớp trung lưu, có khả năng kiểm soát chi tiêu hàng ngày một cách khiêm tốn và có khả năng ra khỏi nhà, tham dự các sự kiện xã hội và mua sắm các vật dụng cá nhân và gia dụng trong các cửa hàng bách hóa khác nhau phát triển vào cuối thế kỷ 19 ở Châu Âu, Môi trường kinh tế xã hội của châu Âu lan tràn tư tưởng rằng phụ nữ không hoàn toàn kiểm soát được việc họ thôi thúc chi tiêu (giả sử) tiền lương của chồng hoặc cha họ. Kết quả là, nhiều quảng cáo cho hàng hóa 'nữ tính' trong xã hội xoay quanh sự tiến bộ xã hội đi lên, những điều kỳ lạ từ Phương Đông và tăng thêm hiệu quả cho các vai trò gia đình mà phụ nữ được coi là đảm nhiệm, chẳng hạn như dọn dẹp, chăm sóc trẻ em và nấu ăn.

#### Nga
Theo luật lệ và phong tục, Muscovite Russia là một xã hội phụ hệ, phụ nữ phụ thuộc vào nam giới và thanh niên đối với người lớn tuổi của họ. Peter Đại đế đã nới lỏng phong tục thứ hai, nhưng không phải là phụ nữ. Một sắc lệnh năm 1722 nghiêm cấm mọi cuộc hôn nhân ép buộc bằng cách yêu cầu cả cô dâu và chú rể đồng ý, trong khi sự cho phép của cha mẹ vẫn là một yêu cầu. Nhưng dưới triều đại của Peter, chỉ có người đàn ông mới có thể tống khứ vợ mình bằng cách đưa cô vào một nữ tu viện.
Về mặt luật pháp, đã có tiêu chuẩn kép đối với phụ nữ. Những người vợ ngoại tình bị kết án lao động cưỡng bức, trong khi những người đàn ông giết vợ họ chỉ đơn thuần bị quất roi. Sau khi Peter Đại đế qua đời, các luật lệ và phong tục liên quan đến thẩm quyền hôn nhân của đàn ông đối với vợ của họ đã tăng lên. Năm 1782, luật dân sự tăng cường trách nhiệm phục tùng chồng của phụ nữ. Đến năm 1832, Digest of law đã thay đổi nghĩa vụ này thành "sự tuân theo không giới hạn".
Vào thế kỷ 18, nhà thờ chính thống của Nga tiếp tục có thẩm quyền đối với hôn nhân và cấm các linh mục cho phép ly hôn, ngay cả đối với những người vợ bị bạo hành nghiêm trọng. Đến năm 1818, Thượng viện Nga cũng cấm các cặp vợ chồng ly thân.
Trong Chiến tranh thế giới thứ nhất, việc chăm sóc con cái ngày càng khó khăn đối với phụ nữ, nhiều người trong số họ không thể tự nuôi sống bản thân và chồng đã chết hoặc đang chiến đấu trong chiến tranh. Nhiều phụ nữ đã phải bỏ con của họ cho những ngôi nhà trẻ em khét tiếng vì bị lạm dụng và bỏ rơi. Những ngôi nhà dành cho trẻ em này được mệnh danh không chính thức là "nhà máy thiên thần". Sau Cách mạng Tháng Mười, những người Bolshevik đã đóng cửa một nhà máy thiên thần khét tiếng được gọi là 'Viện Nikolaev' nằm gần Kênh Moika. Những người Bolshevik sau đó đã thay thế Viện Nikolaev bằng một nhà hộ sinh hiện đại được gọi là 'Cung điện cho bà mẹ và trẻ sơ sinh'. Nhà hộ sinh này đã được những người Bolshevik sử dụng làm hình mẫu cho các bệnh viện phụ sản trong tương lai. Nữ bá tước điều hành Viện cũ đã được chuyển sang một cánh phụ, tuy nhiên bà đã lan truyền tin đồn rằng những người Bolshevik đã xóa các bức tranh thiêng liêng và các y tá đã lăng nhăng với các thủy thủ. Bệnh viện phụ sản đã bị cháy hàng giờ trước khi dự kiến mở cửa và nữ bá tước bị nghi ngờ là người chịu trách nhiệm.
Phụ nữ Nga bị hạn chế sở hữu tài sản cho đến giữa thế kỷ 18. Quyền của phụ nữ đã được cải thiện sau khi Liên Xô nổi lên dưới thời những người Bolshevik.
Dưới thời những người Bolshevik, Nga trở thành quốc gia đầu tiên trong lịch sử nhân loại cung cấp dịch vụ phá thai miễn phí cho phụ nữ tại các bệnh viện do nhà nước quản lý.

## Xếp hạng quyền nữ giới theo quốc gia

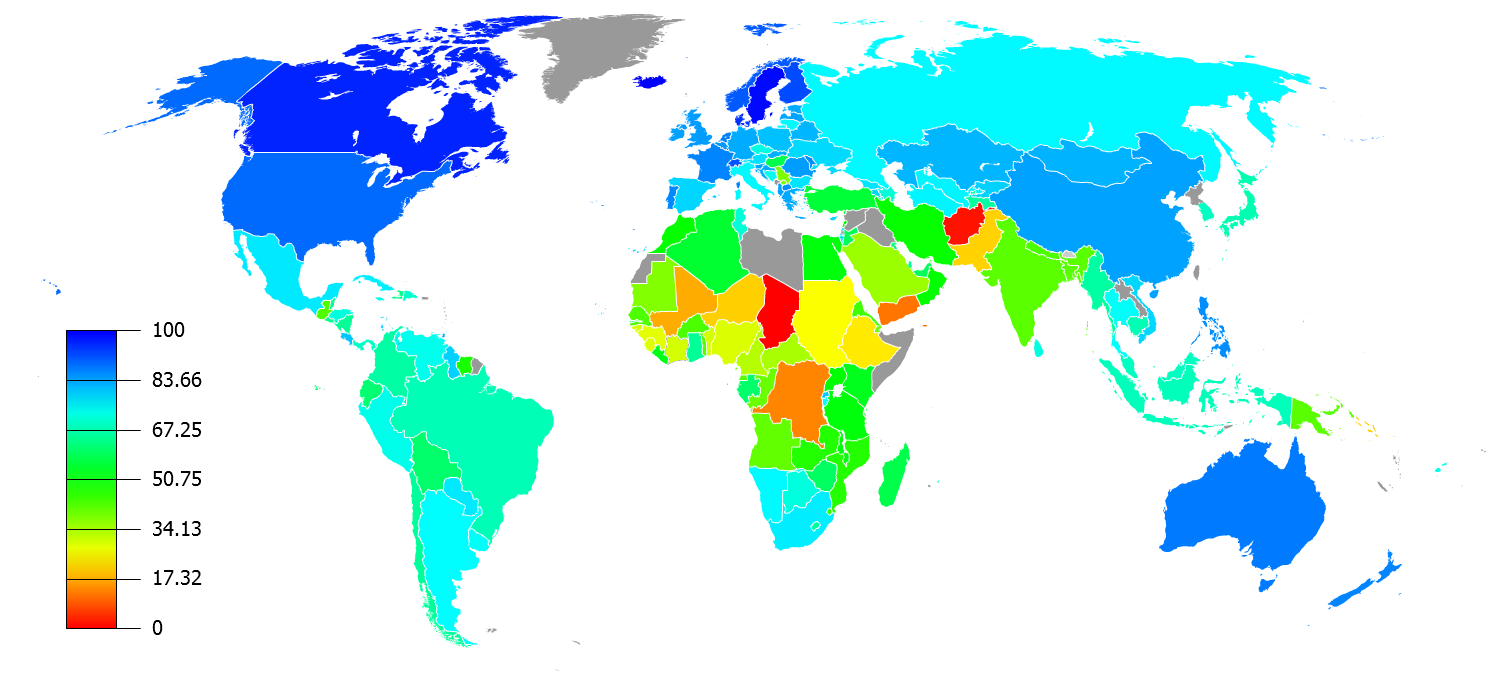
Địa vị của phụ nữ theo quốc gia, theo số liệu được thu thập bởi [http://www.thedailybeast.com/articles/2011/09/20/best-and-worst-countries-for-women-the-full-list.html Lauren Streib

Ngày 26 tháng 9 năm 2011, một nghiên cứu của tạp chí Newsweek được xuất bản dựa trên các quyền và chất lượng cuộc sống của phụ nữ ở các nước trên thế giới. Các yếu tố được đưa xét là công lý, sức khỏe và chăm sóc sức khỏe, giáo dục, cơ hội kinh tế và quyền lực chính trị. Bảng xếp hạng được xác định bởi Lauren Streib theo các tiêu chí đồng nhất và thống kê đã có. Theo nghiên cứu, là tốt nhất và tồi tệ nhất là:
| Thứ | Quốc gia     | Tổng thể | Công lý | Sức khỏe | Giáo dục | Kinh tế | Chính trị |
| --- | ------------ | -------- | ------- | -------- | -------- | ------- | --------- |
| 1   | Iceland      | 100.0    | 100.0   | 90.5     | 96.7     | 88.0    | 92.8      |
| 2   | Thụy Điển    | 99.2     | 90.8    | 94.8     | 95.5     | 90.3    | 93.1      |
| 3   | Canada       | 96.6     | 100.0   | 92.7     | 92.0     | 91.0    | 66.9      |
| 4   | Đan Mạch     | 95.3     | 86.1    | 94.9     | 97.6     | 88.5    | 78.4      |
| 5   | Phần Lan     | 92.8     | 80.2    | 91.4     | 91.3     | 86.8    | 100.0     |
| 6   | Thụy Sĩ      | 91.9     | 87.9    | 94.4     | 97.3     | 82.6    | 74.6      |
| 7   | Na Uy        | 91.3     | 79.3    | 100.0    | 74.0     | 93.5    | 93.9      |
| 8   | Hoa Kỳ       | 89.8     | 82.9    | 92.8     | 97.3     | 83.9    | 68.6      |
| 9   | Australia    | 88.2     | 80.7    | 93.3     | 93.9     | 85.3    | 65.1      |
| 10  | Hà Lan       | 87.7     | 74.0    | 95.0     | 99.0     | 83.0    | 68.4      |
| 11  | New Zealand  |          |         |          |          |         |           |
| 12  | Pháp         |          |         |          |          |         |           |
| 14  | Bồ Đào Nha   |          |         |          |          |         |           |
| 17  | Philippines  |          |         |          |          |         |           |
| 18  | Bỉ           |          |         |          |          |         |           |
| 19  | Anh Quốc     |          |         |          |          |         |           |
| 22  | Ireland      |          |         |          |          |         |           |
| 23  | Trung Quốc   | 84,4     | 92,2    | 99,2     | 100,0    | 73,2    | 36,7      |
| 27  | Hy Lạp       |          |         |          |          |         |           |
| 30  | Đức          |          |         |          |          |         |           |
| 32  | Mông Cổ      | 82,7     | 76,8    | 91,3     | 96,1     | 77,4    | 62,8      |
| 35  | Ba Lan       |          |         |          |          |         |           |
| 37  | Singapore    | 80,8     | 84,5    | 84,1     | 87,3     | 84,1    | 42,7      |
| 44  | Tây Ban Nha  |          |         |          |          |         |           |
| 45  | Việt Nam     | 79,3     | 82,5    | 86,2     | 91,5     | 75,3    | 55,4      |
| 46  | Ukraine      |          |         |          |          |         |           |
| 49  | Áo           |          |         |          |          |         |           |
| 51  | Israel       | 78,0     | 73,1    | 81,6     | 97,2     | 80,5    | 41,0      |
| 53  | Mexico       |          |         |          |          |         |           |
| 55  | Nam Phi      |          |         |          |          |         |           |
| 56  | Cuba         | 77,0     | 81,2    | 86,4     | 95,9     | 63,5    | 74,9      |
| 59  | Italy        |          |         |          |          |         |           |
| 60  | Nga          |          |         |          |          |         |           |
| 65  | Thái Lan     | 74,8     | 73,8    | 81,6     | 92,5     | 78,9    | 35,3      |
| 70  | Fiji         |          |         |          |          |         |           |
| 72  | Cộng hòa Séc |          |         |          |          |         |           |
| 80  | Hàn Quốc     | 69,6     | 76,1    | 92,9     | 91,9     | 66,0    | 25,9      |
| 81  | Malaysia     | 69,5     | 82,6    | 72,0     | 89,8     | 74,0    | 22,3      |

| Thứ | Quốc gia               | Tổng thể | Công lý | Sức khỏe | Giáo dục | Kinh tế | Chính trị |
| --- | ---------------------- | -------- | ------- | -------- | -------- | ------- | --------- |
| 82  | Brunei                 |          |         |          |          |         |           |
| 83  | Indonesia              |          |         |          |          |         |           |
| 85  | Campuchia              |          |         |          |          |         |           |
| 86  | Timor-Leste            |          |         |          |          |         |           |
| 87  | Nhật Bản               | 68,0     | 73,5    | 85,8     | 88,3     | 69,7    | 26,9      |
| 91  | Myanmar                |          |         |          |          |         |           |
| 113 | Lào                    |          |         |          |          |         |           |
| 141 | Ấn Độ                  |          |         |          |          |         |           |
| 165 | Chad                   | 0.0      | 20.7    | 0.0      | 0.0      | 70.9    | 22.2      |
| 164 | Afghanistan            | 2.0      | 8.4     | 2.0      | 41.1     | 55.3    | 16.6      |
| 163 | Yemen                  | 12.1     | 36.2    | 44.4     | 34.1     | 48.8    | 0.0       |
| 162 | Cộng hòa Dân chủ Congo | 13.6     | 6.5     | 11.4     | 45.1     | 67.8    | 27.2      |
| 160 | Mali                   | 17.6     | 22.7    | 29.9     | 25.8     | 64.3    | 49.8      |
| 160 | Quần đảo Solomon       | 20.8     | 0.0     | 53.6     | 86.5     | 46.0    | 1.9       |
| 159 | Niger                  | 21.2     | 26.5    | 32.9     | 47.5     | 58.6    | 31.3      |
| 158 | Pakistan               | 21.4     | 49.7    | 49.6     | 34.0     | 50.7    | 19.3      |
| 157 | Ethiopia               | 23.7     | 18.6    | 27.2     | 29.9     | 79.7    | 37.4      |
| 156 | Sudan                  | 26.1     | 21.1    | 29.4     | 70.6     | 54.5    | 40.8      |

## Bài viết liên quan
- Phân biệt đối xử theo giới tính
- Trọng nam khinh nữ
- Công ước loại bỏ mọi hình thức phân biệt đối xử với phụ nữ
- Chủ nghĩa nữ giới